# Normafa
A Normafa, eredetileg Viharbükk (németül: Wetterbaum) népszerű kiránduló- és síelőhely Budapest XII. kerületében a Budai-hegység keleti peremén, a Budai Tájvédelmi Körzet része.

## Földrajz

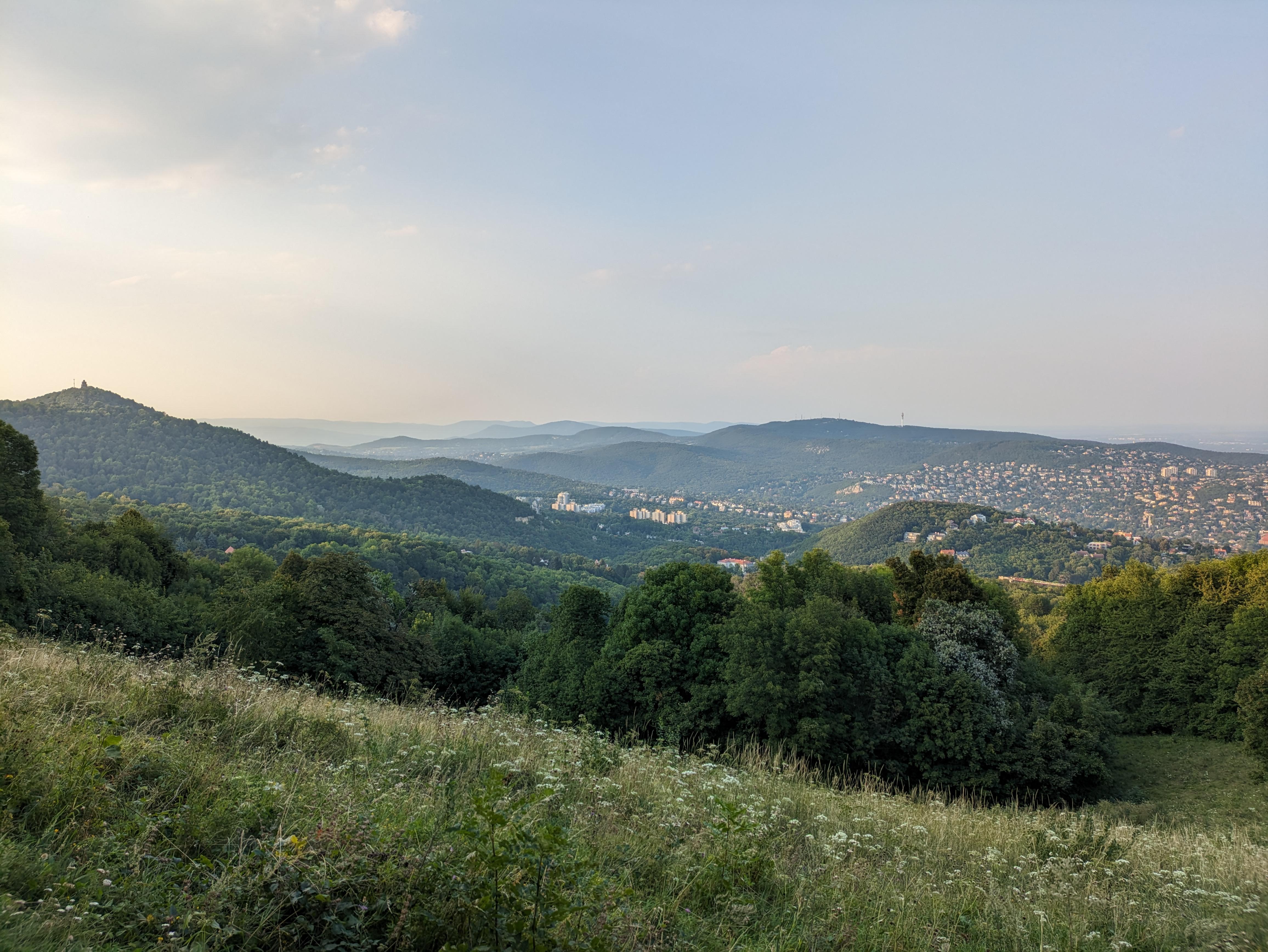
Kilátás a Normafától a János-hegy irányába

A Normafa a Sváb-hegy–János-hegy-vonulat déli csúcsa, a Svábhegy legmagasabb pontja. Tengerszint feletti magassága 479 méter. A két hegy között egy hosszú, de viszonylag keskeny, nyeregszerű fennsík húzódik, amelyről meredeken szakadozik le a hegyoldal Zugliget felé.
Maga a Normafa egy kisebb, fákkal övezett, parkszerű tisztás, amelyről a Zugliget felé indul a kanyargós Harang-völgy. A tisztás tetejéről majdnem félkörpanoráma nyílik az Ördög-árok mély völgyére, mögötte szemben a Hármashatár-hegy és Rózsadomb magasodik, tőlük balra Pesthidegkút, jobbra a Budapest belső kerületei és Duna, mögöttük pedig a Normafától északra elterülő budai és a pilisi hegyvidéket látni. Tiszta időben a  Visegrádi-hegységen túli Börzsöny és a Pesti-síkság mögött húzódó, távolabbi Gödöllői-dombság is felismerhető, néha mögötte a Mátra kontúrja is kirajzolódik. Nyáron, szép időben a Hármashatár-hegy környezete csodálható meg, télen pedig a szánkózók, síelők veszik birtokukba.

### Élővilág

#### Flóra
A Normafa környékének növényvilága a mészben gazdag talajnak köszönhetően sokszínű. A hegység nagy részét
cseres-tölgyesek és gyertyános–tölgyesek borítják, míg a hűvösebb részeken a bükkös-, ill. bükk-elegyes erdő dominál, többnyire igen idős fákkal. A leggyakoribb fafélék tehát a tölgy, a gyertyán és a bükk.
Az erdő talaján kora tavasszal nagy számban jelennek meg az ún. geofitonok, melyek képesek arra, hogy télen energiát tároljanak, így már az első tavaszi napsugárral szirmot bontanak. A környéken leginkább a keltikefajok, így a bíbor-, ill. fehér virágú odvas keltike és ujjas keltike a jellemzőek, de előfordul még a fehér galambvirág, a szagos müge, a vajsárga virágú bókoló fogasír és rokona, a hagymás fogasír, valamint a farkasölő sisakvirág is. Nyáron virágzik többek közt a turbánliliom.

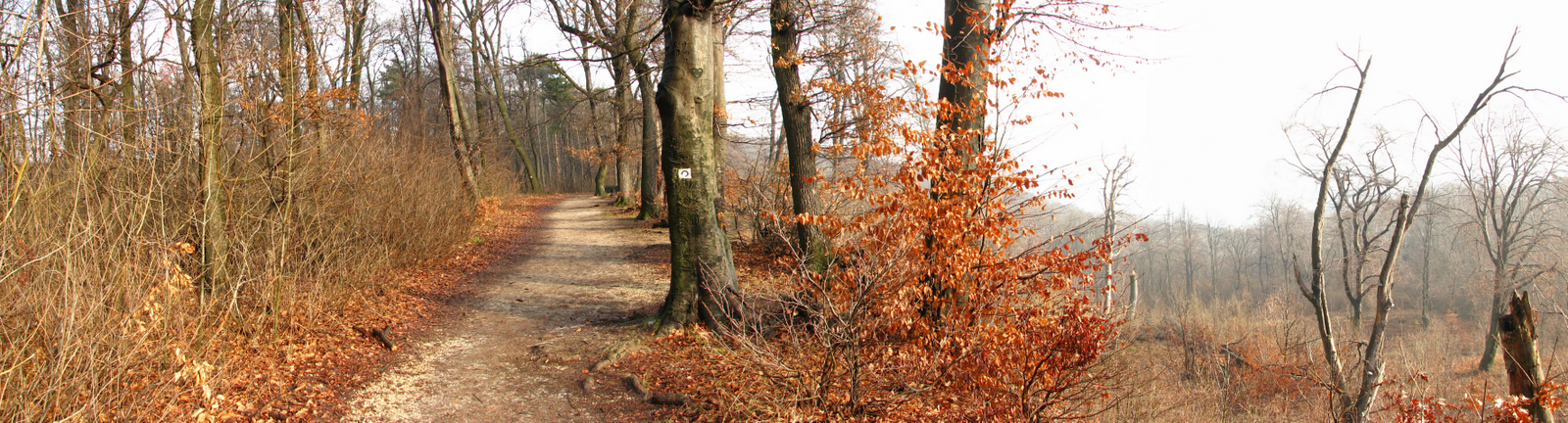
Normafai erdőrészlet

#### Fauna
A terület állatvilága is változatos. A rovarok közül a legjellemzőbbek a lepkefélék, ill. az idős fák miatt a korhadéklakó fajok.
A lepkék közül leggyakrabban a káposztalepke, ill. a kora nyáron repdeső boglárkalepkék kerülnek a szemünk elé. A boglárkákat több ritkán előforduló faj is képviseli, így pl. a csillogó boglárka és a nagyfoltú hangyaboglárka. A Harang-völgy ritkasága a csíkos boglárka. Kora tavasszal látható még a hajnalpírlepke, a kis rókalepke és a nappali pávaszem is, az elvonuló atalantalepkék pedig még ősz vége felé is szállnak.
Az idős fák korhadékában találkozhatunk a barna százlábúval, az erdei csótánnyal, ill. a lapított testű tarka kéregpoloskával. A fák belsejében fejlődik a nagy bíborbogár, valamint legnagyobb hazai bogarunk, a nagy szarvasbogár. A kéreg repedéseibe petézik a hegedülő csercincér.
A hüllők közül leginkább a különféle gyíkokkal, ritkábban az erdei siklóval találkozhatunk.
A madárvilágot tekintve elsősorban szintén az öregebb fákhoz kötődő fajok a jellemzőek, leginkább a harkályfélék, közülük is a legnagyobb  eséllyel a nagy fakopáncs, a fekete harkály és a zöld küllő kopácsolását hallhatjuk, különösen a költési időszakban.
A kisebb énekesek közül gyakori a fekete rigó, a vörösbegy és az erdei pinty, valamint a többnyire harkályodvakban költő cinegefélék, illetve a szinte egész évben nagy számban megfigyelhető csuszka.
Az emlősök közül a vörös róka és a borz is építenek a környéken kotorékot.

## Történelem

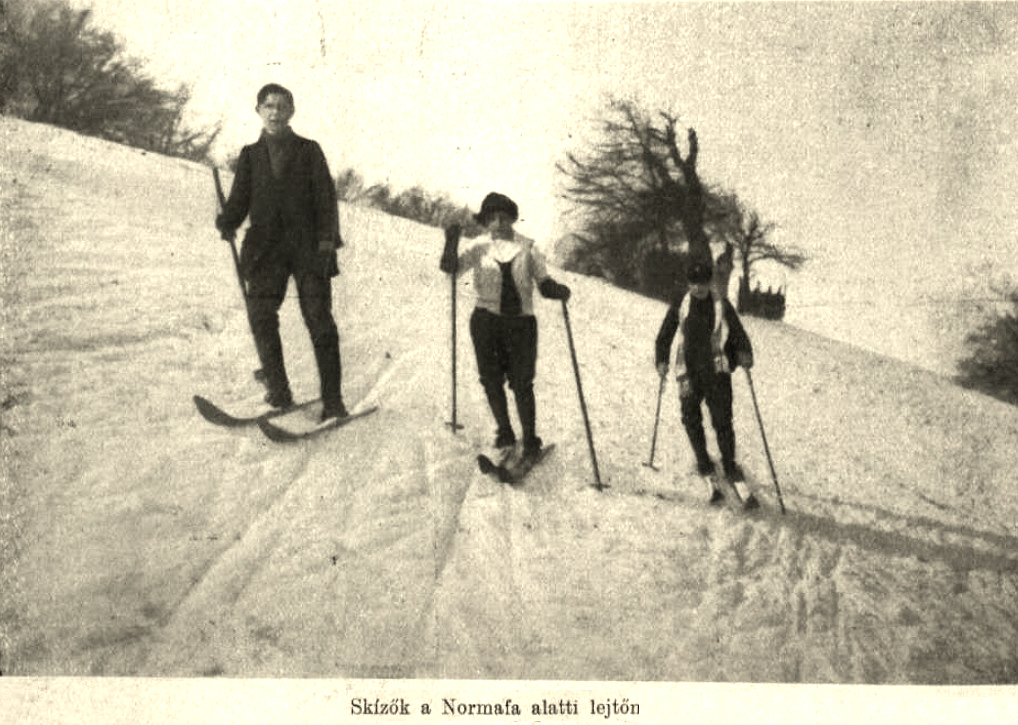
Sízők a Normafa alatti lejtőn, a Vasárnapi Ujság 1914. évi 6. számának illusztrációja

A Normafa eredetileg egy, a Budai-hegység keleti peremének tisztásán álló terebélyes öreg bükk (Fagus sylvatica) volt, mely alatt a mondák szerint még Mátyás király is megpihent, egy másik változat szerint a király születésekor sarjadt ki a fa. A fát többször is villámcsapás érte, és 1927. június 19-én egy villám végleg elpusztította.

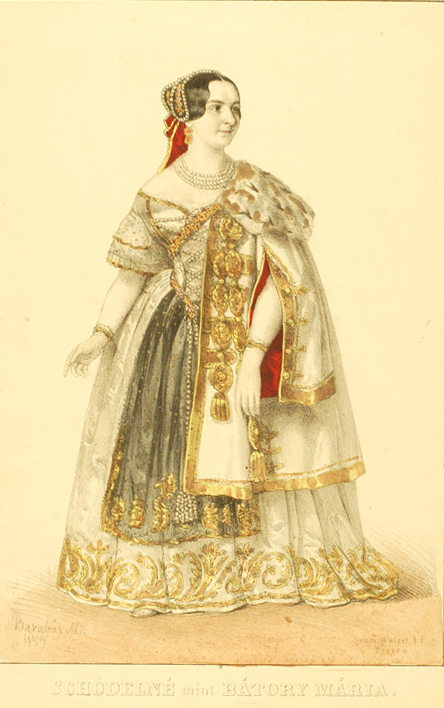
Schodelné Klein Rozália

A fa arról kapta nevét, hogy a Nemzeti Színház művészeinek kedvelt kirándulóhelye volt. A színészek, amikor nem volt előadás, ide jártak pihenni. Egy ilyen alkalommal, 1840-ben Nyáry Pál átnyújtotta Schodelné Klein Rozália, a világhírű operaénekesnő részére a közönség ajándékát, egy ezüst sarlót, aki örömében ekkor elénekelte Bellini Norma című operájának Casta Diva nagyáriáját, amely e szavakkal kezdődik: „Casta Diva, che inargenti queste sacre antiche piante” (Szűzi Istennő, aki beezüstözöd ezeket a szent, öreg fákat). Az opera főhőse egy druida papnő, aki Galliában, sötét sűrű rengeteg mélyén a Holdistennőhöz küldi fel imáját.
Schodelné asszony meglepett művészi előadásával, egészen magunkon kívül ragadott. Úgy van, magunkon kívül ragadt; s ezt nem magasztaltság, nem dicséretre perdült szókeresés mondatja velünk, hanem tiszta kebelérzet. Mert ő csakugyan képes olvadó hangjával a lelket a végtelenbe fölemelni.
Ennek az emlékét őrzi a Normafa elnevezés. Eredetileg Viharbükk volt a fa neve. Gettinger Tivadar 1865-ben megjelent német nyelvű útikönyvében már Normafa néven említi.
A fatörzs csonkját a főváros konzerválni szerette volna, ezért a Margit-szigeti artézi forrás vízesése alá helyezték, hogy a meszes víz idővel rárakódó bevonata örök időkre konzerválja. Sajnos a híres fa csonkja ennek ellenére elkorhadt.
1906-ban Glück Frigyes kezdeményezésére – ma is látható – emlékoszlopokat helyeztek el, rajtuk Halmos János polgármester és Márkus József főpolgármester domborműves portréjával. Az alkotó: Ifj. Pelzman Frigyes volt.

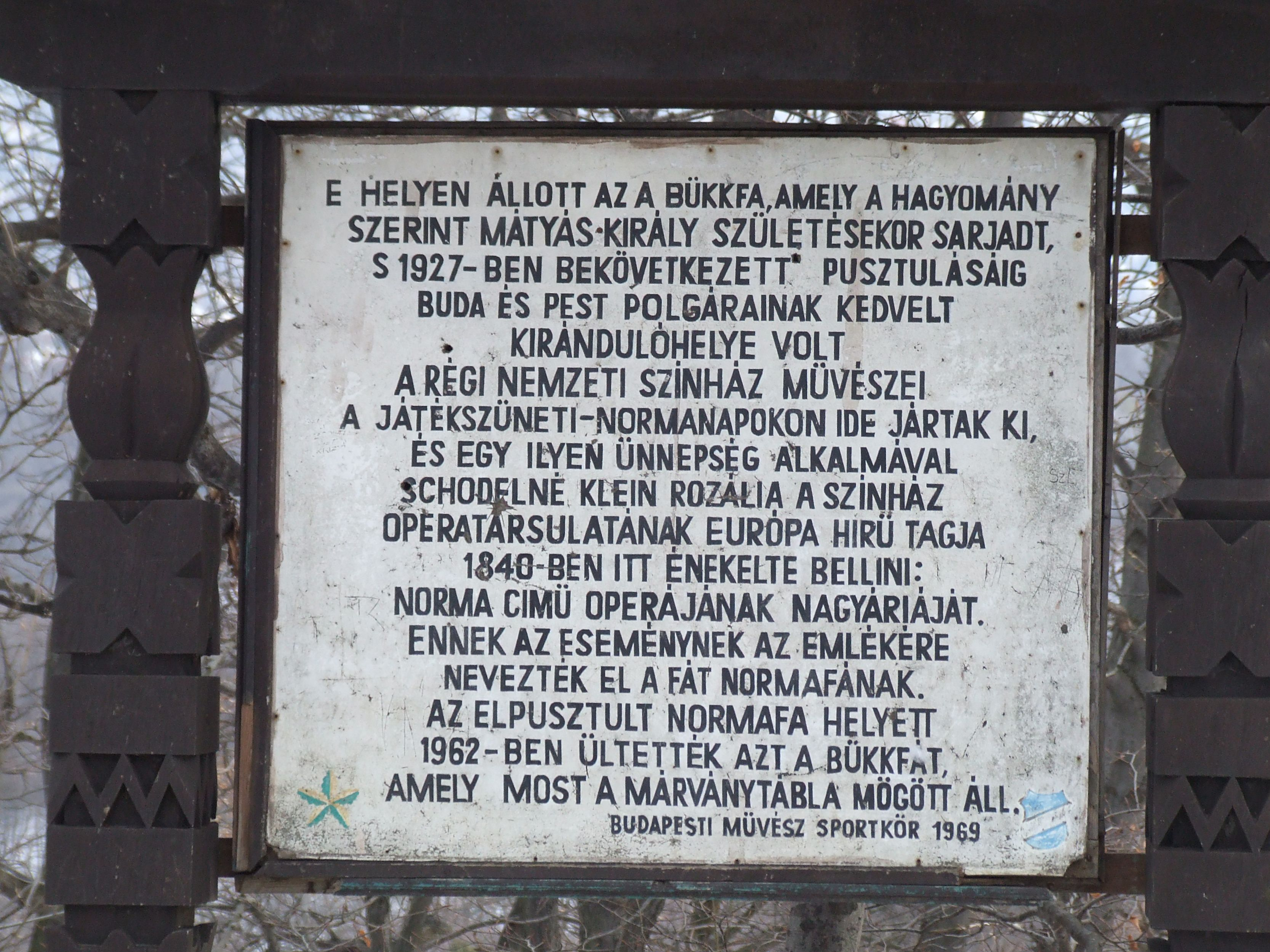
Emléktábla az egykori ősbükk, a »Normafa« helyén

A Budapesti Művész és Opera Sportkör 1962-ben új bükkfát ültettetett, és 1967-ben emléktáblát is emelt. Az emléktáblán a Normafa története és Devecseri Gábor pár soros verse olvasható a Normafáról.
„Normafa,
Hajdanidőn itt lengett lombod a szélben,
Ünnepi hegymászók vig dala szállt körüled,
Normafa,
Majdanidőn lombod közt éled az ének,
Győzve sivár közönyön, győzve dühös viharon.”

### Normafa síközpont
A Normafánál a második világháborút megelőzően, de a világégést követően még évekig pezsgő sportélet volt. Több sípálya, köztük kivilágított sípálya is, több sífelvonó, szánkópálya, síugrósánc biztosította a sportolási lehetőséget.
A Normafánál és környékén a 20. század közepén alakították ki Magyarország egyik legjelentősebb síközpontját. Ekkor épült a Normafa síház, ezzel egy időben lesikló pályákat alakítottak ki. Megépült a sísánc, és nemzetközi szánkóversenyek rendezésére alkalmas szánkópályát építettek. Kialakításra került két sífutópálya is.
A Normafánál hét lesiklópálya került kialakításra: a Nagy- és a Kis-Norma, az Ötlövetű, a Nagy- és Kis-egyetemi lejtő, a Harangvölgyi sípálya és a Cső. A lesiklópályákat négy sífelvonó szolgálta ki. A leghosszabb a Nagy-Norma és a Kis-Norma közötti csákányos felvonó volt. A Nagy-Norma megfelelő hóviszonyok mellett este 9-ig (szombaton 10-ig) ki is volt világítva. Működött egy tányéros felvonó a Nagy-egyetemi és a Kis-egyetemi sípályák között. A Nagy-egyetemi lejtő déli oldalán volt a KFKI felvonó ez egy kampós felvonó (ez működött legtovább, a felvonó felső motorháza még ma is megtalálható). Lejjebb, az egykori Honvéd-síház mellett, a Csőben volt még egy, szintén kampós, felvonó.
A Magyar Athletikai Club szánkópályája a Normafa út és Eötvös út találkozásától nyugatra indult. A cél több kanyar után a Tündérhegyi út alatt volt. A Fővárosi Vízművek több kutat telepített a szánkópálya a mellé, hogy azt a megfelelő jég elkészítéséhez locsolni tudják azt. Ezek közül a kutak közül a Nagy-Norma lejtő aljában álló még ma is üzemel.
Az Anna-réttől északra a jelenlegi Sportszálló telkén állt két sísánc. Az első síugrósáncot 1924-ben avatták fel, de ezt 5 év alatt kinőtte a közönség ezért egy nagyobb nemzetközi versenyek rendezésére alkalmas középsánc (normálsánc) is épült. Ezt később műhó burkolattal látták el. A kisebbik gyakorlás célját szolgálta. A középsánc vasszerkezetes tornyát az 1960-as évek végén bontották le.
A Normafától kiindulva a Hármaskút-tetőt megkerülve egy 5 km-es sífutó pálya állt a sífutók rendelkezésére. Ezt az egykori sífutó pályát mind a mai napig használják a futók, ez a nevezetes „MHK” kör. Ezen kívül a Honvéd síház mellett, az Előre-kert felső részén, egy 1200 m világítással ellátott sífutó edzőkör is a sífutók rendelkezésére állt.

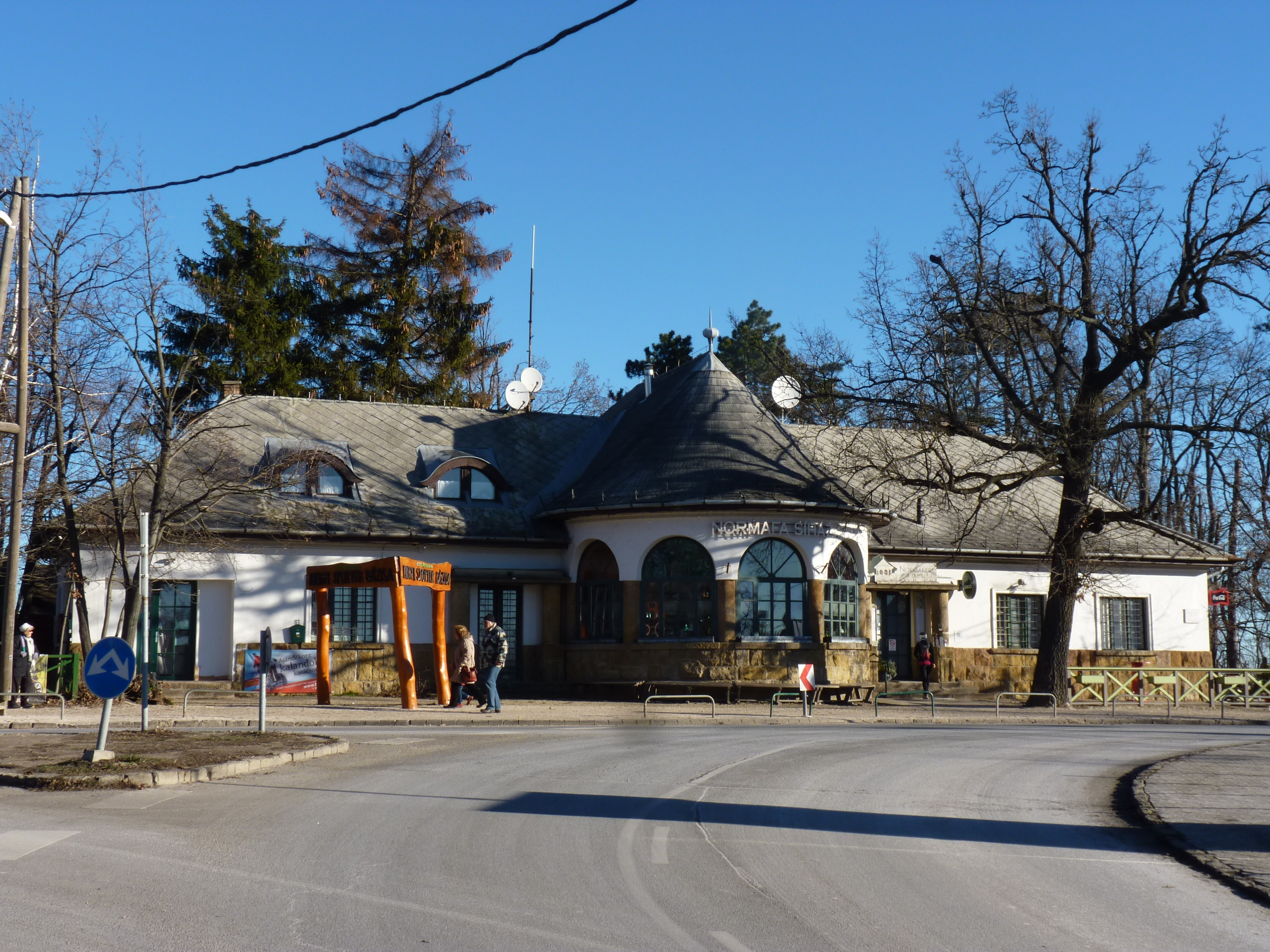
A Normafa síház

A fenti sportlétesítményekhez több síház is tartozott. A Normafa síház a nagyközönséget szolgálta. Vele szemben volt a Honvéd-Auróra SC síháza, a Vízművek használaton kívüli épületében. Az Anna-réten volt és van az egyetlen megmaradt síház, a Vasas SC síháza. A Sísánc mellett A Népstadion által üzemeltettet Szabadsághegyi Edzőtábort találtuk (ez ma a Sportszálló). A Nagy-egyetemi lejtő aljában a Cső mellett volt a Honvéd síház, ma zarándokszállás, és a Disznófő-forrásnál a BKV Előre SC síháza.
Az 1960-as és 1970-es években jobb teleken még 40-50 síelhető napot számoltak. A síterepek leromlása az 1980-as években kezdődött. Egyrészt csökkent a síelhető napok száma, másrészt a növekvő terhelés a környezetvédők egyre erőteljesebb ellenállását váltotta ki. Ennek ellenére a végső döfést a síélet megszűnését a rendszerváltás jelentette. Ekkor a sportegyesületek megszüntették a sí szakosztályaikat és a síházakat eladták. Egyedül a Vasas SC síszakosztálya maradt a magyar sísport utolsó mohikánjaként.

### A Normafa helyreállítása
A Normafa fejlesztésére vonatkozó javaslat 2013-ban merült fel, arról az Országgyűlés szeptemberben törvényt is hozott. A XII. kerület akkori vezetése 2014-ben megalapította a Normafa Park Fenntartó és Üzemeltető Intézmény (röviden: Normafa Park) nevű céget, amely azóta koordinálja a frekventált kirándulóhely működését és gondozza a zöldfelületeit.
Miután az első, nagyszabású – és a környezet károsítását valószínűsítő – tervek jelentős ellenállásba ütköztek, másfél éves egyeztetési folyamat kezdődött, melynek eredményeképpen (a Natura 2000 hatásvizsgálat eredményeit is figyelembe véve) 2015. január 27-én a Hegyvidéki Önkormányzat ellenszavazat nélkül határozatot fogadott el a Normafa helyreállításáról. Ez – a korábbiakkal ellentétben – kisebb léptékű fejlesztéseket tartalmaz, elsősorban a meglévő épületek funkciókkal való megtöltésére és a meglévő útvonalak, létesítmények felújítására fókuszál. Fontos változást fogalmaztak meg a biztonság fokozása érdekében is, így tervbe vették a futók, sífutók, túrázók, kerékpárosok, valamint a sétálók által használt útvonalak szétválasztását is.

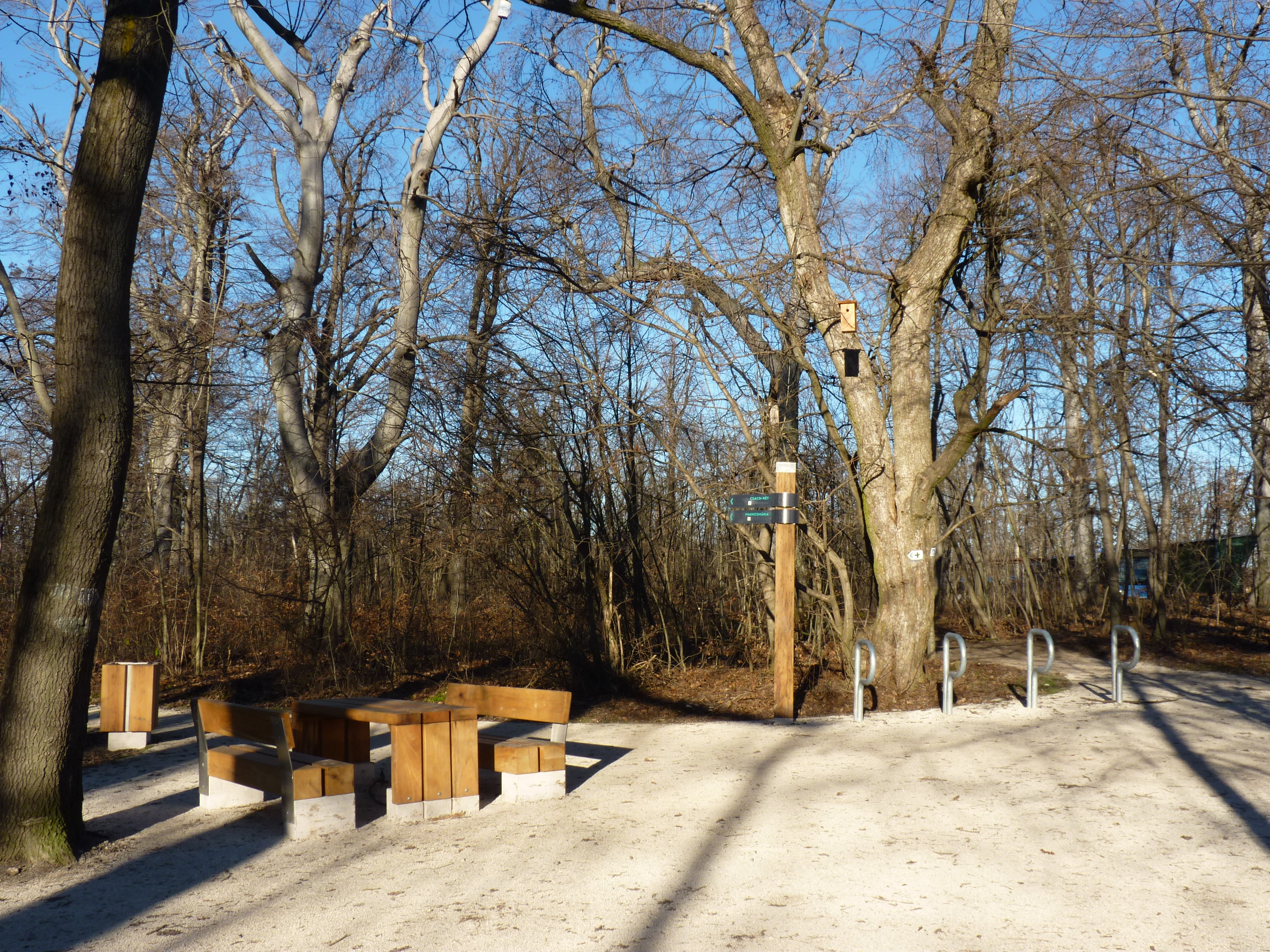
Felújított pihenőhely a Normafán

2015. május 17-én helyi népszavazást tartottak a kerületben a Normafa helyreállításáról. A népszavazás a 27,6%-os részvétel miatt ugyan hivatalosan érvénytelenül zárult, de a kerületi önkormányzat előzetesen jelezte, hogy magára nézve kötelezőnek ismeri el az eredményt a részvételi aránytól függetlenül. A megjelentek 81%-a támogatta a népszavazásra bocsátott fejlesztési koncepciót.
A felújítás első üteme 2015 végéig elkészült. Ennek keretében több pihenőhelyet felújítottak (új padokkal, asztalokkal, kerékpárparkolókkal láttak el), köztük az új játékokkal ellátott Anna-réti játszóteret is. A gyalogos sétány megújítása új irányjelző és tájékoztató rendszert is magában foglal. A futópályával kibővített, felújított Jánoshegyi utat 2016 októberében adták át. A Normafa és a Libegő között azóta minden évben márciustól októberig, hétvégén és ünnepnapokon elektromos kisbuszokat közlekedtet a kerület megrendelésére egy magáncég. (Ezen az útvonalon 1995-ig a 190-es busz járt.)
Az 1972-ben átadott, majd 2002-ben bezárt egykori Hotel Olimpia épületét 2018-ban bontották le. A helyén 2019-ben felépült a Normafa park és a játszótér az Eötvös Loránd parkban, amit 2020 májusában adtak át. A 21-es busz 2020. október 10-étől az Eötvös út és a Konkoly-Thege Miklós út között a parkot elkerülő Detre László utcán át, a Gyermekvasút mellett halad tovább Csillebérc felé, emiatt egyik irányban sem érintette a régi Normafa megállót. A Távcső utcánál új buszforduló épült a 21A és a 212-es buszok számára, amelyet a két járat 2021. szeptember 4-én vett használatba. (Helyhiány miatt a jövőbeni műszaki tárolóhely lejjebb, a Csillabérc, Gyermekvasút nevű megállónál épült.) A 21-es ettől kezdve megáll az itt kialakított Normafa, látogatóközpont megállóhelyen is. 2022 tavaszán a népszerű rétesező és a lángosos büfé az elbontott régi parkoló helyére költözött. A Normafa és a János-hegyi libegő felső állomása között helyezkedik el az Anna-rét, amelyen szintén történtek fejlesztések, 2023 decemberében átadták a Világ Királynője engesztelő kápolnát.

## Közlekedés
A Normafa könnyen megközelíthető a Széll Kálmán térről induló és a Déli pályaudvart is érintő 21-es és a 221-es jelzésű sűrű követésű buszjáratokkal és a Gyermekvasút vonataival (Normafa megállóhely). A Belvárossal közvetlen kapcsolatot biztosít a kizárólag hétvégente közlekedő 210B viszonylat. A Boráros térről induló, Újbuda-központon is áthaladó 212-es és 212B busz is a Normafa, látogatóközponthoz közlekedik, ez utóbbi a 221-essel azonos nyomvonalon továbbhalad Csillebérc felé. Normafa ellátása a 990-es busz által az éjszakai órákban is biztosított.

## Turizmus
Az 1930-ban épült Normafa síház épületében vendéglő működik, a lejtő felőli oldalán pedig a szinte legendássá vált rétesező és mellette a lángosos bódéja szolgálja a megéhező kirándulókat. A két hegy között található a szintén kedvelt Anna-rét.

## A Normafa és a művészetek
A fentebb említett művészeken kívül más művészek is kapcsolatba kerültek a Normafával. Jókai Mór a Magyarhon szépségei című művében ír erről a helyről. Vörösmarty Mihály és feltehetőleg Szigeti József is szívesen látogatott ide. Erődy Dániel egyik verse a Sigray Pál által itt elhelyezett latin nyelvű emléktábla magyar fordításával kezdődik. Petőfi Sándor valószínűleg itt írta A hegyek közt című költeményét. Brodszky Sándor festményen örökítette meg a faóriást. Kelety Gusztáv festménye a Kiscelli Múzeumban látható. Rudolf von Alt is festett Normafa témájú képet.

## Érdekesség
2022 óta nevét viseli az 560388 Normafa kisbolygó.

## Képgaléria

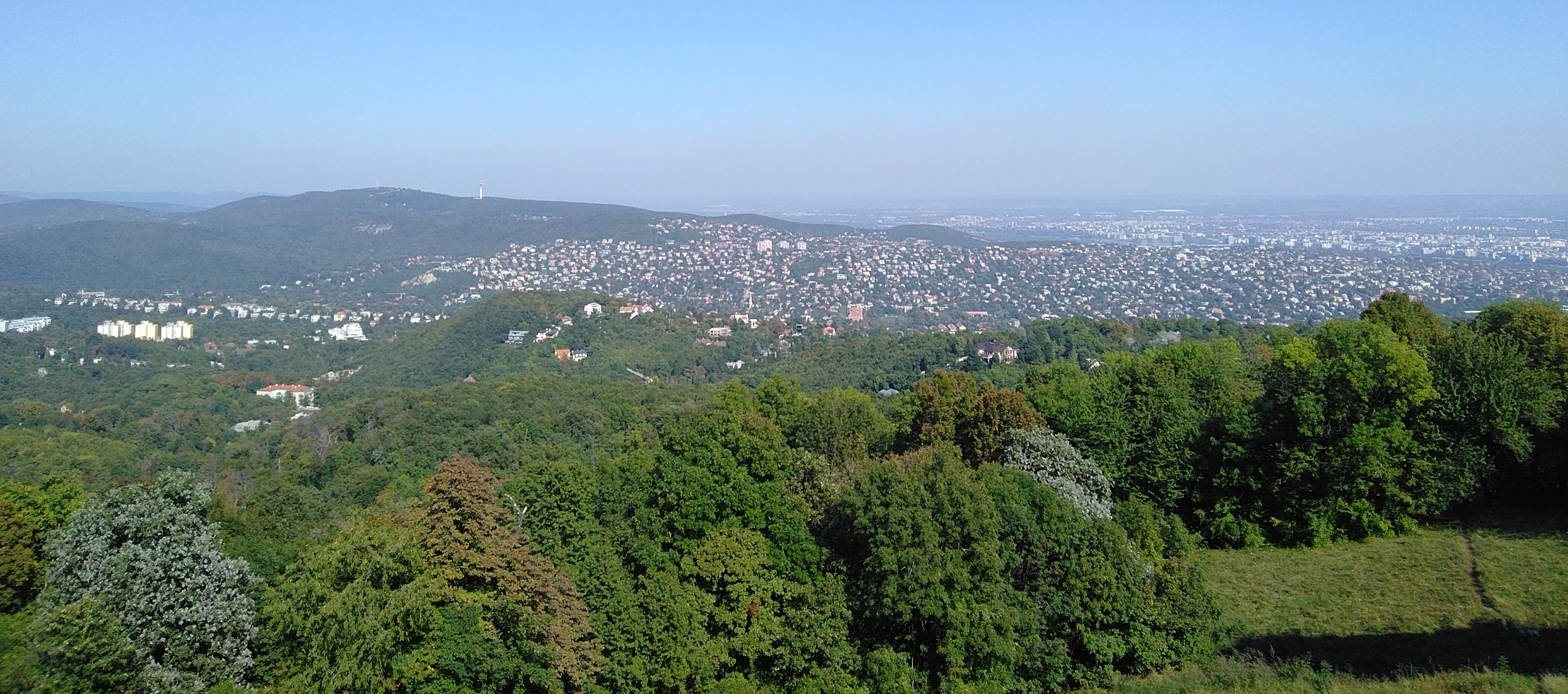
A Hármashatár-hegy, a Rózsadomb és a Belváros
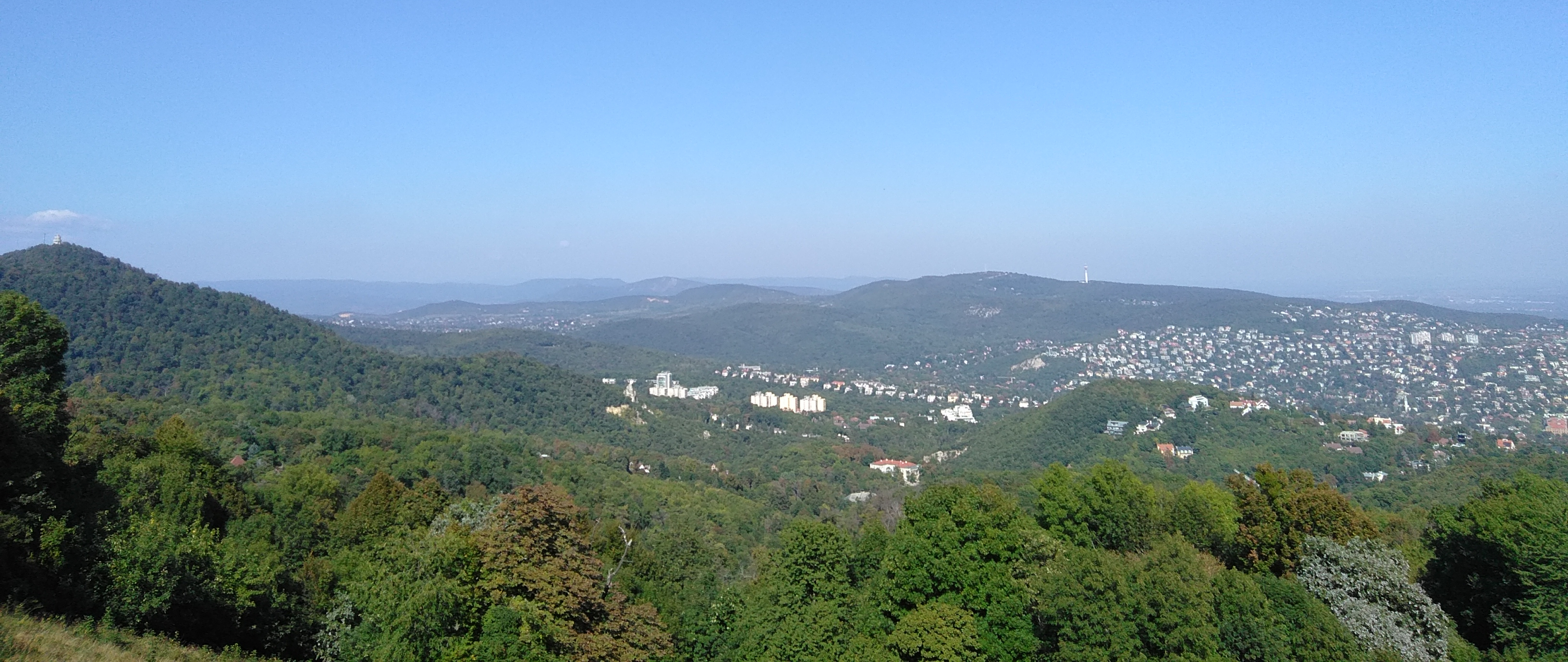
János-hegy, Harang-völgy, Zugliget, Kurucles, Hunyad-orom és a Hármashatár-hegy
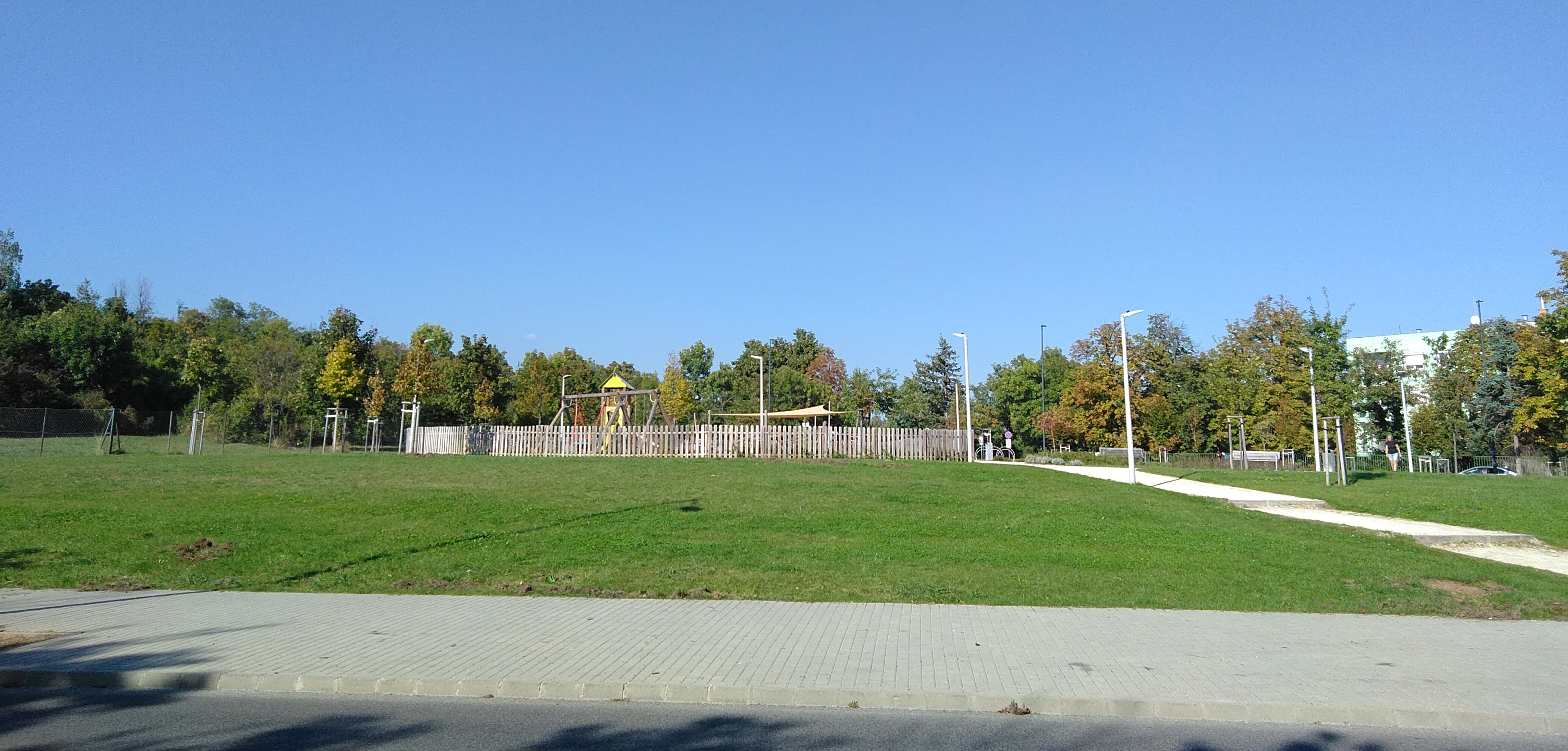
Eötvös Lóránd park
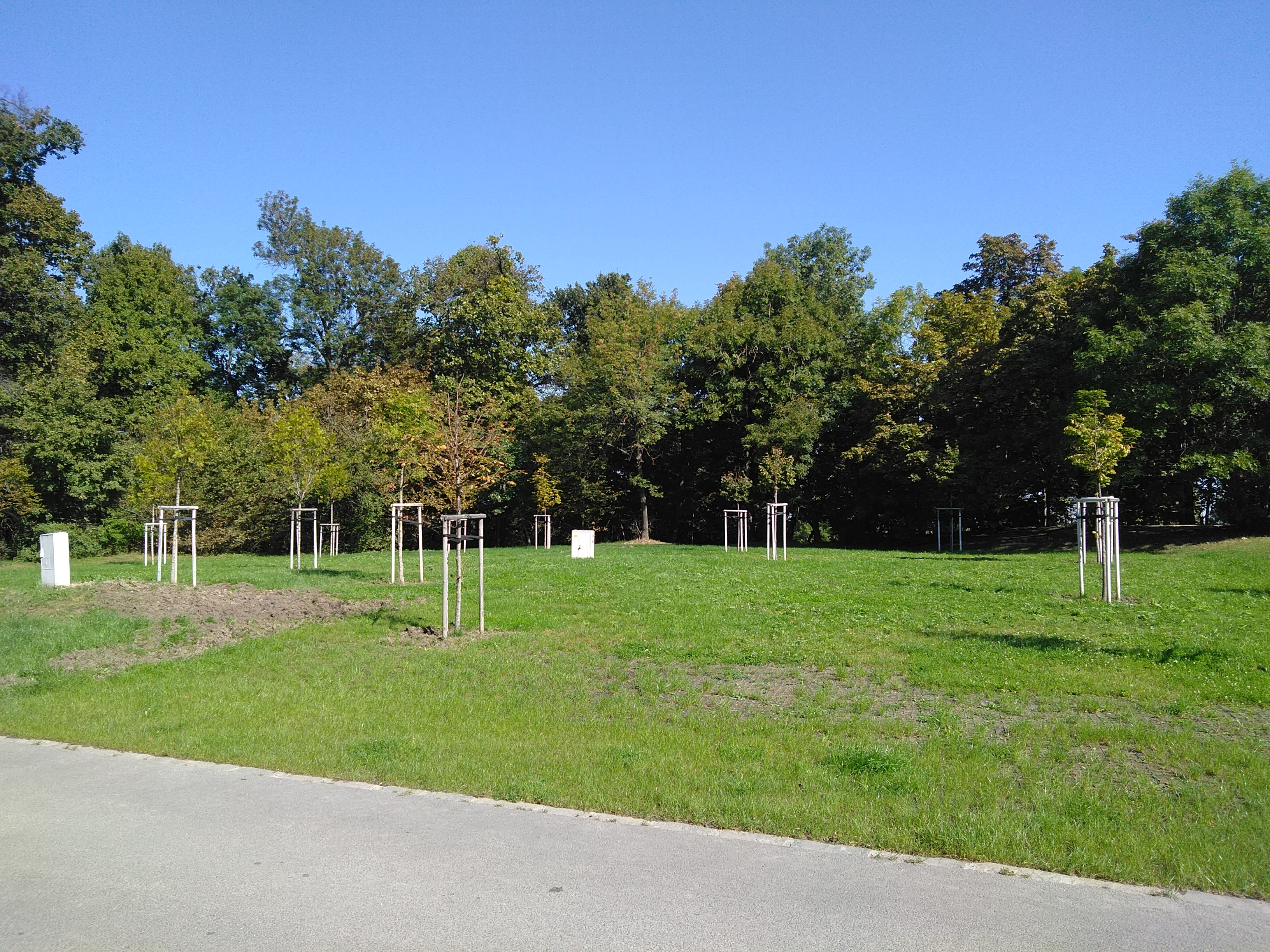
Az 1988-2021 között használt buszforduló helye
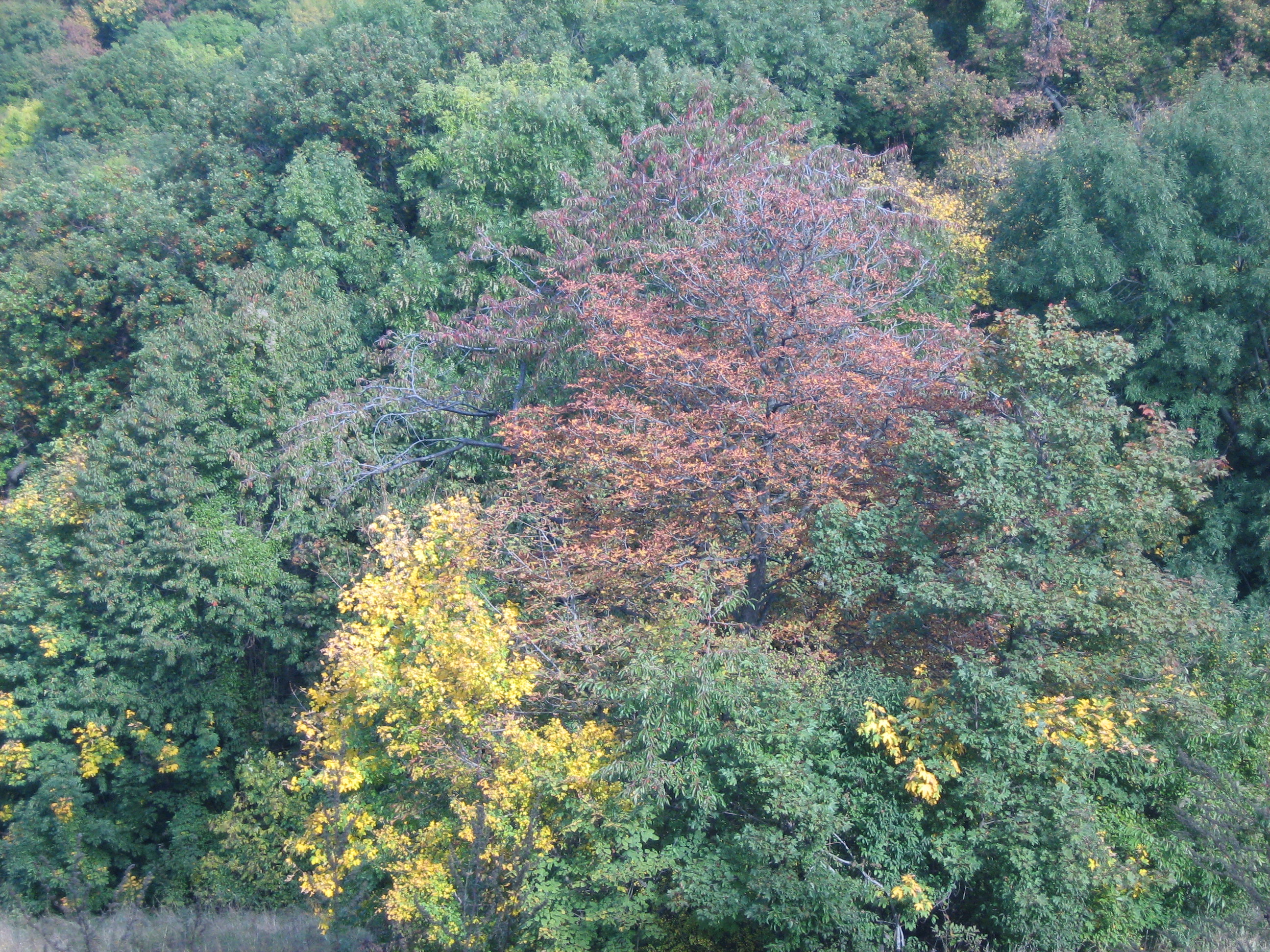
Őszi természet a hegyen
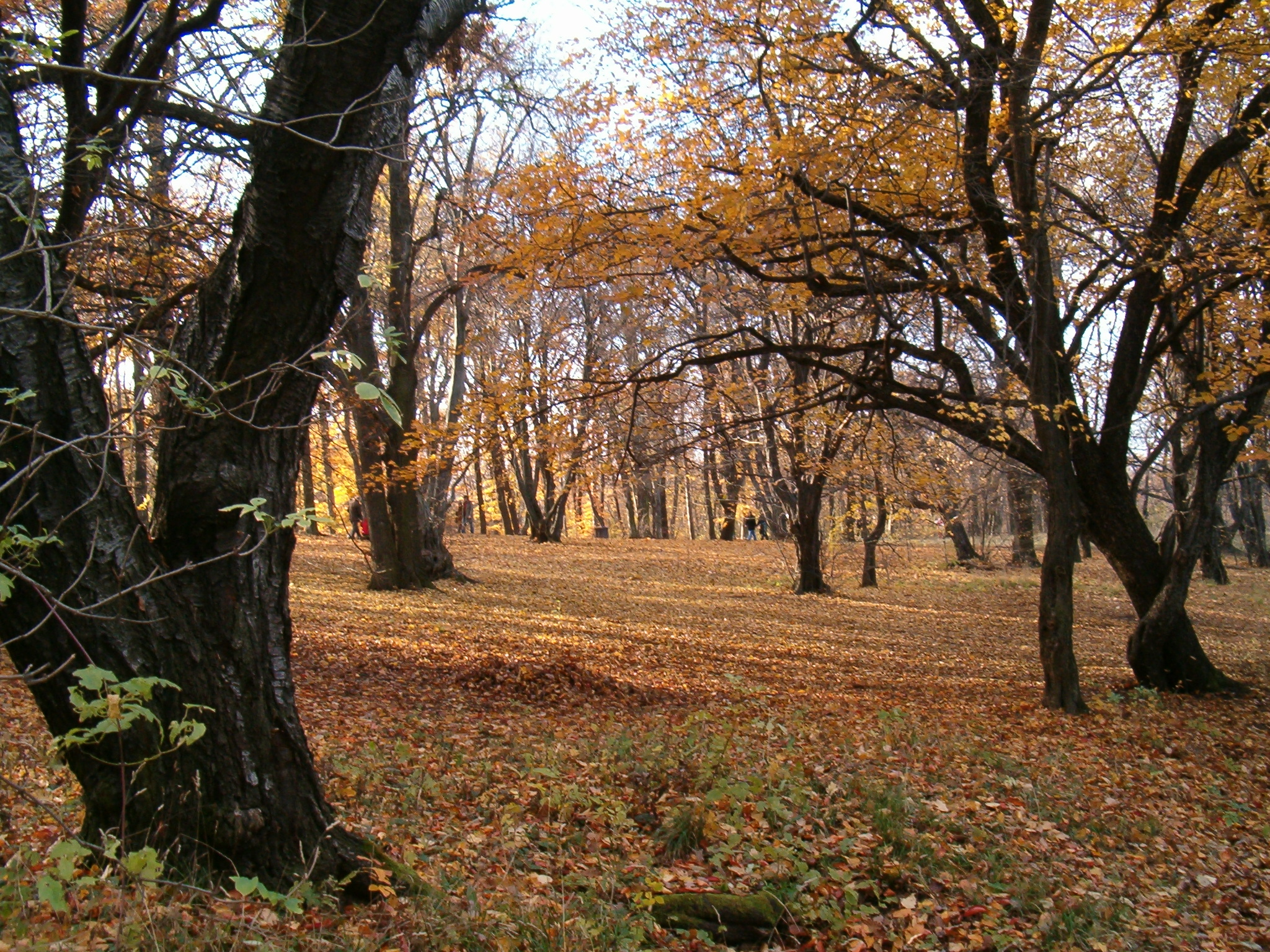
Őszi erdő
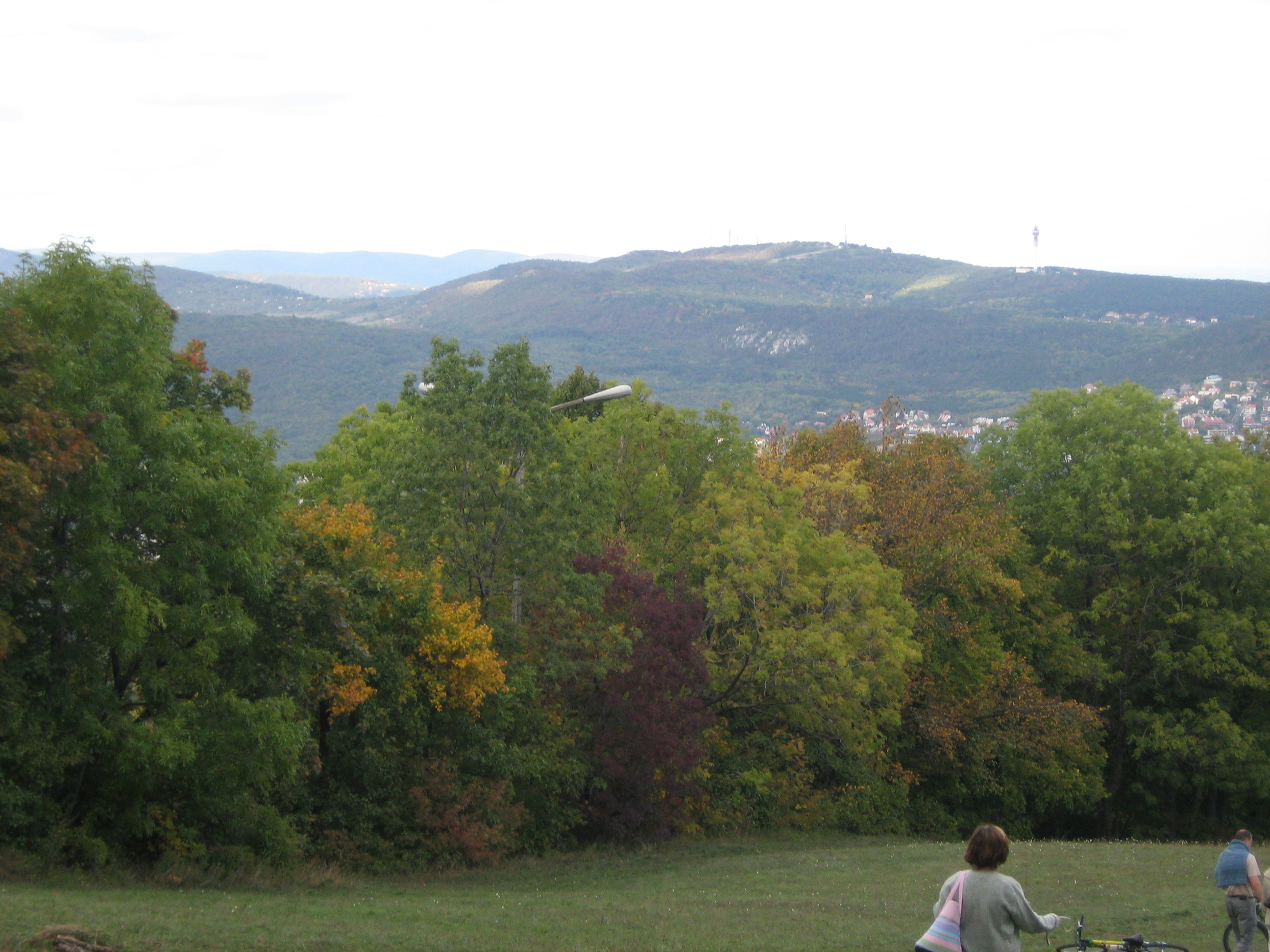
Kilátás a Normafáról a Hármashatár-hegy felé 2007-ben
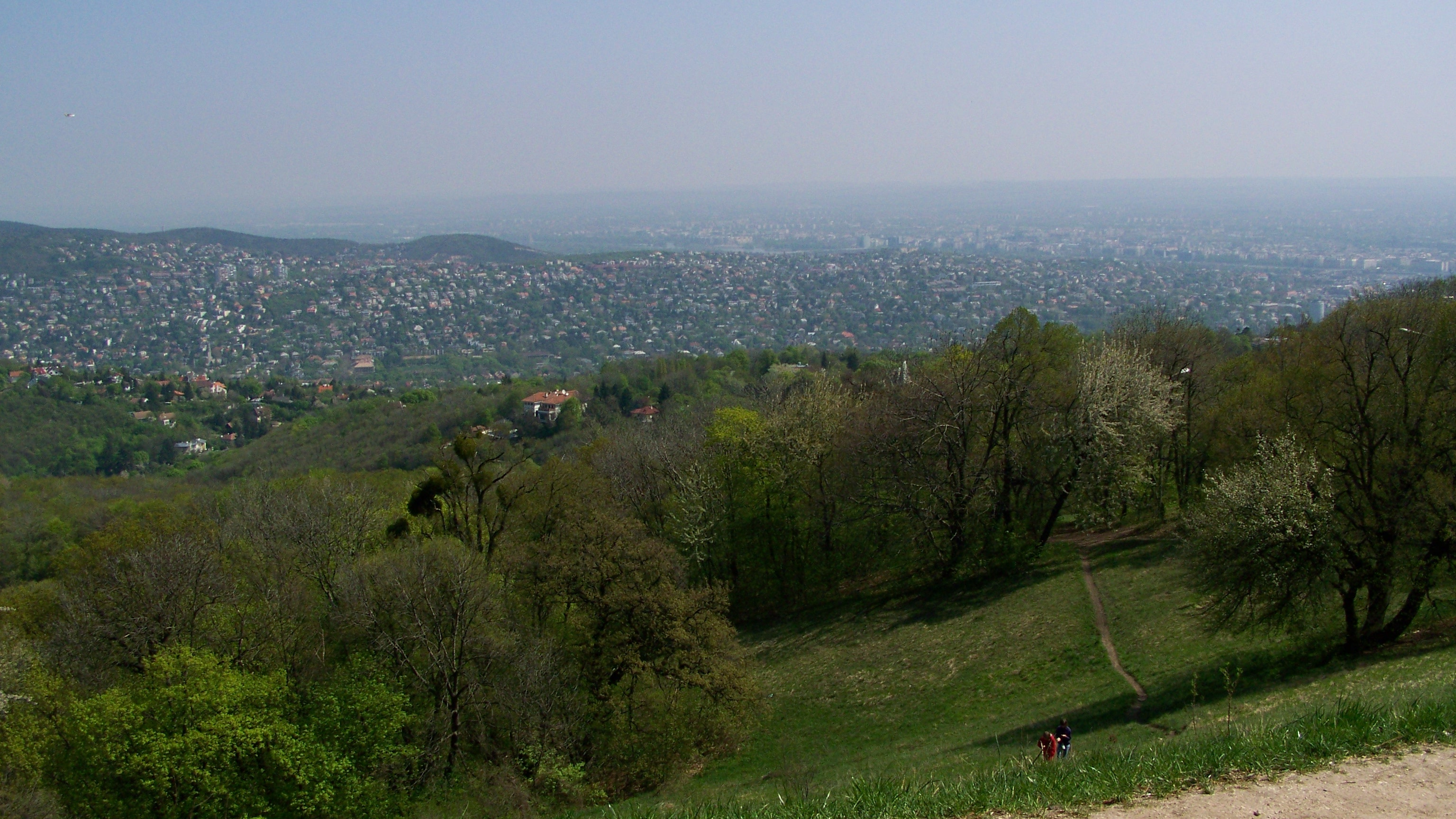
Kilátás a Normafáról a Rózsadomb felé 2010-ben
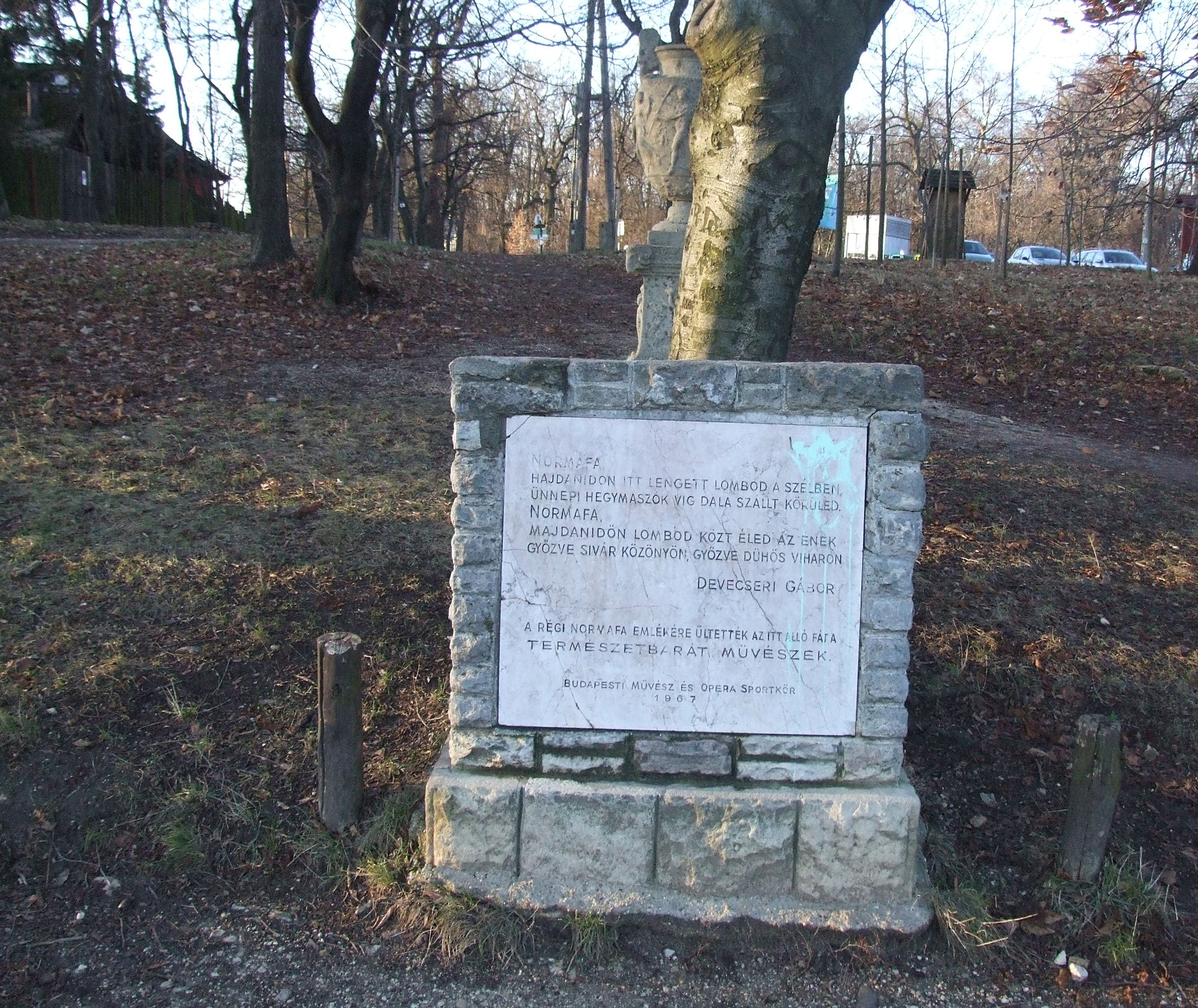
Az 1967-ben avatott emléktábla
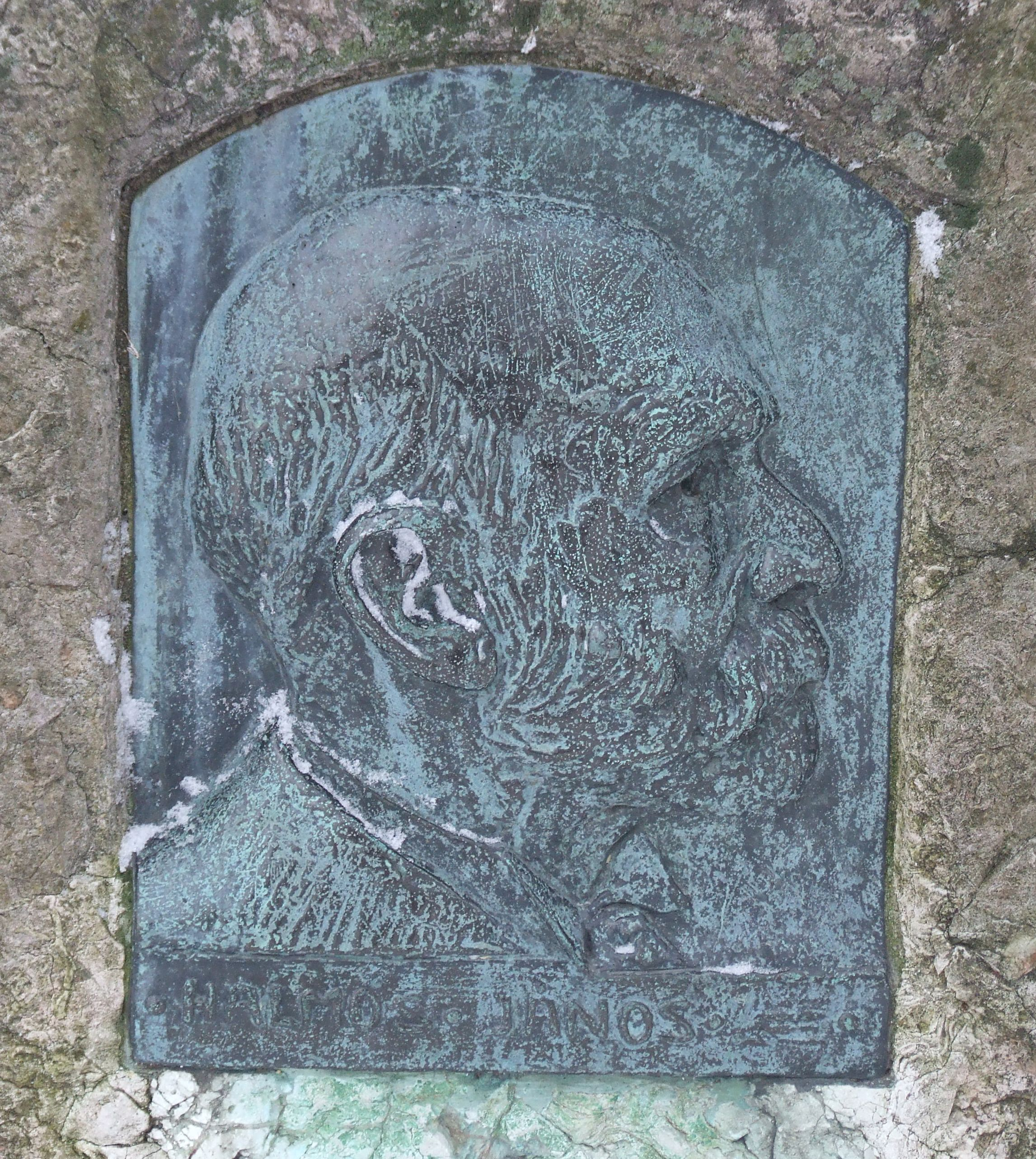
Halmos János polgármester
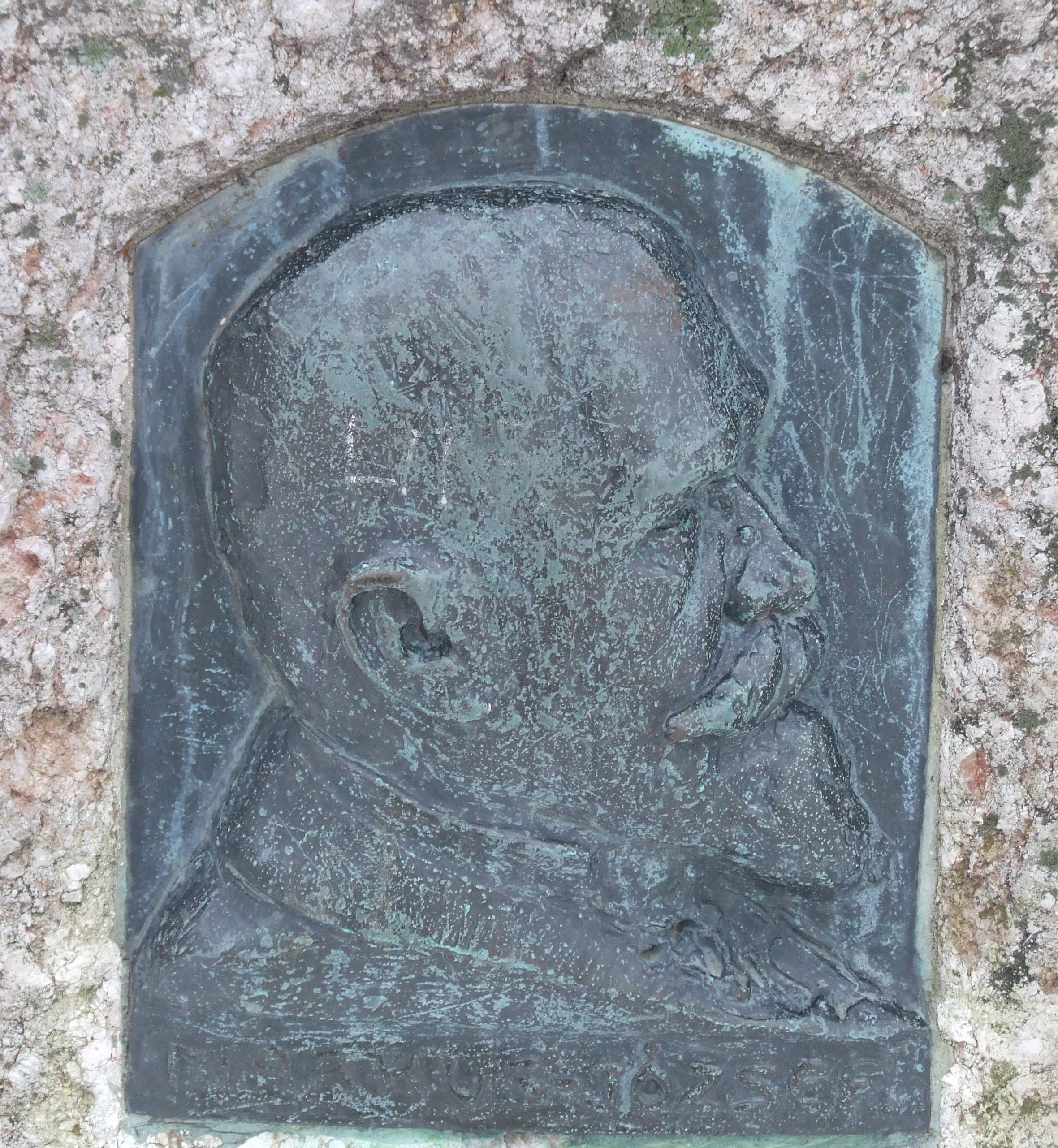
Márkus József főpolgármester
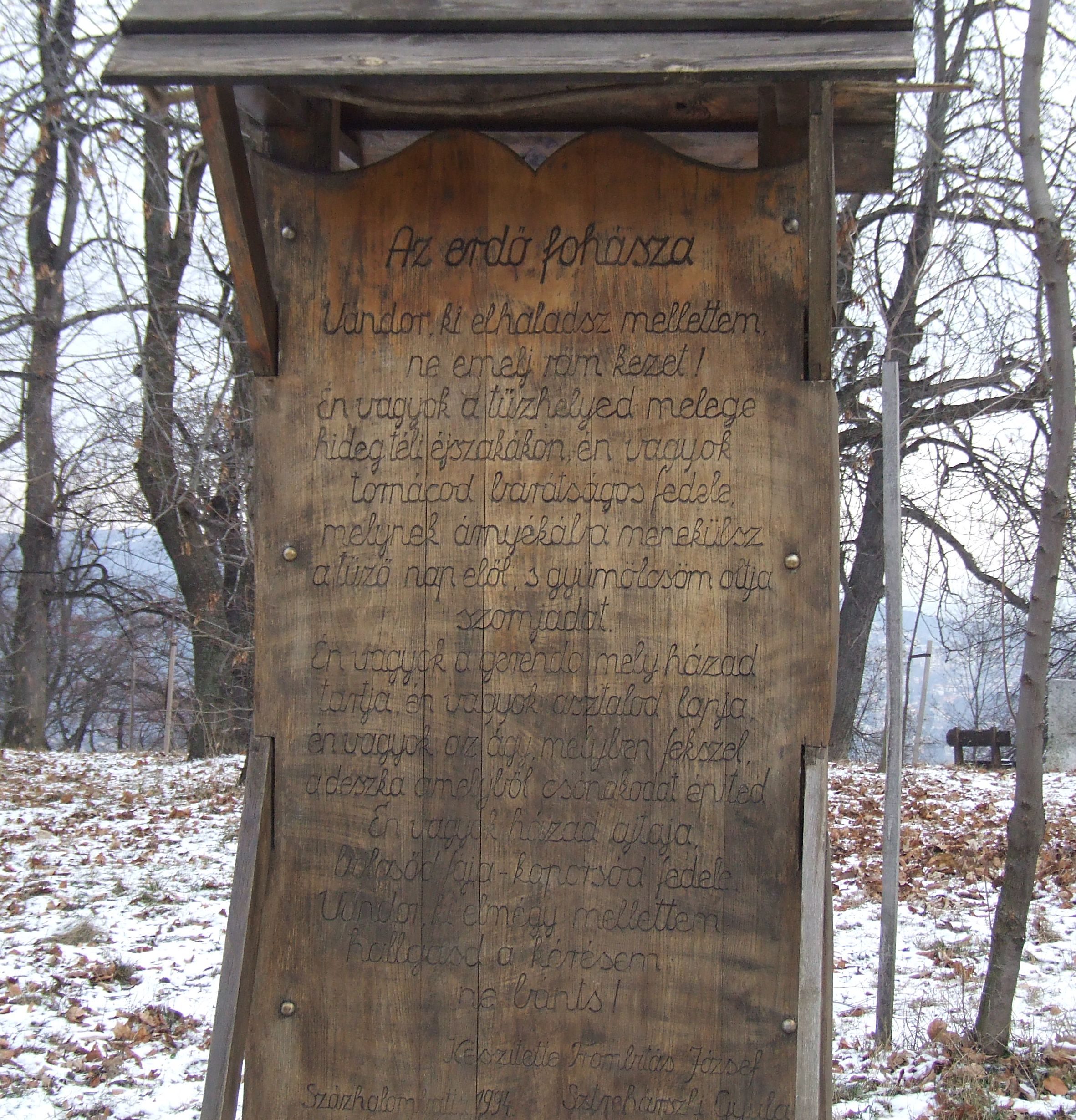
Az erdő fohásza
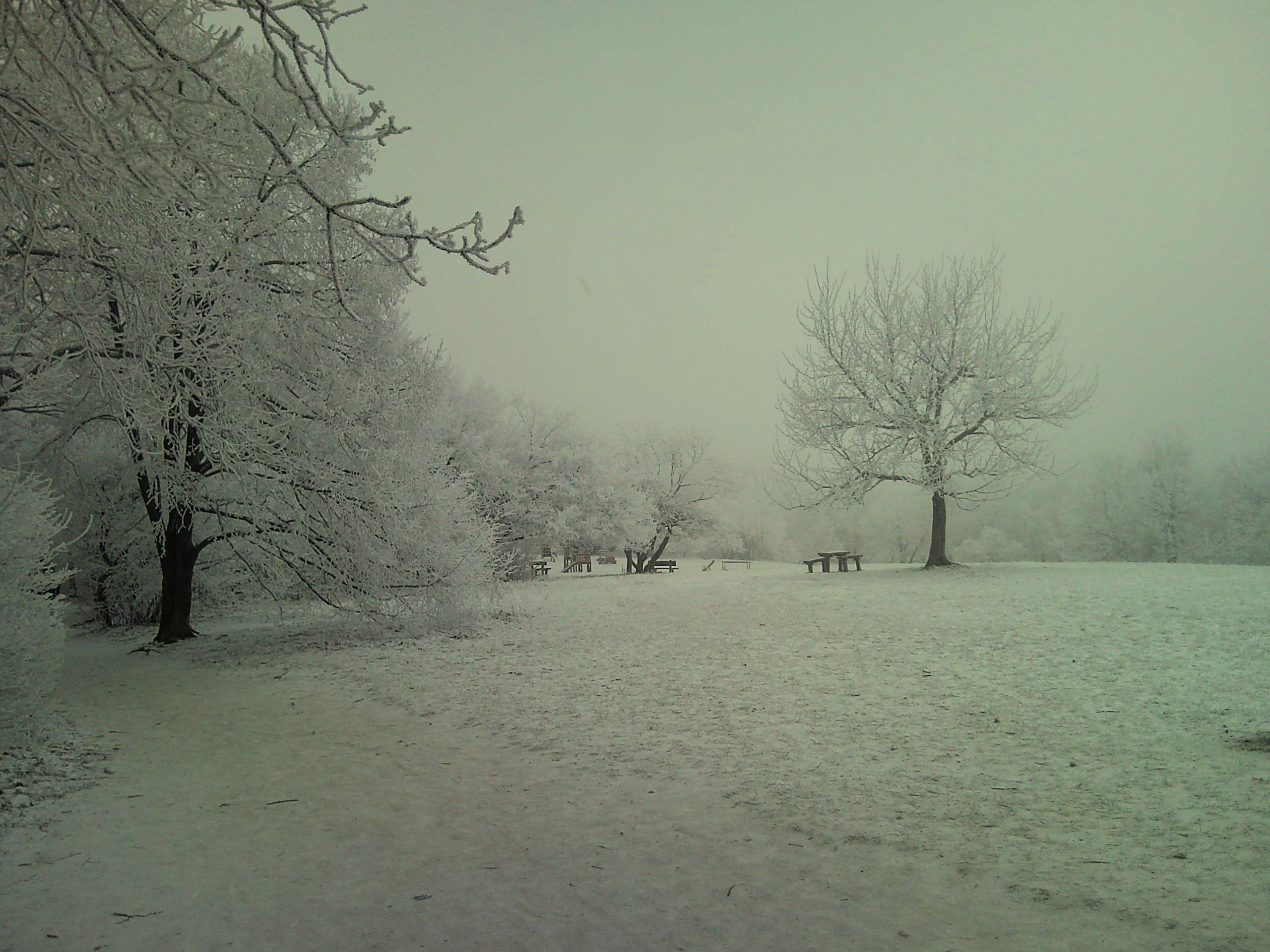
Anna-rét
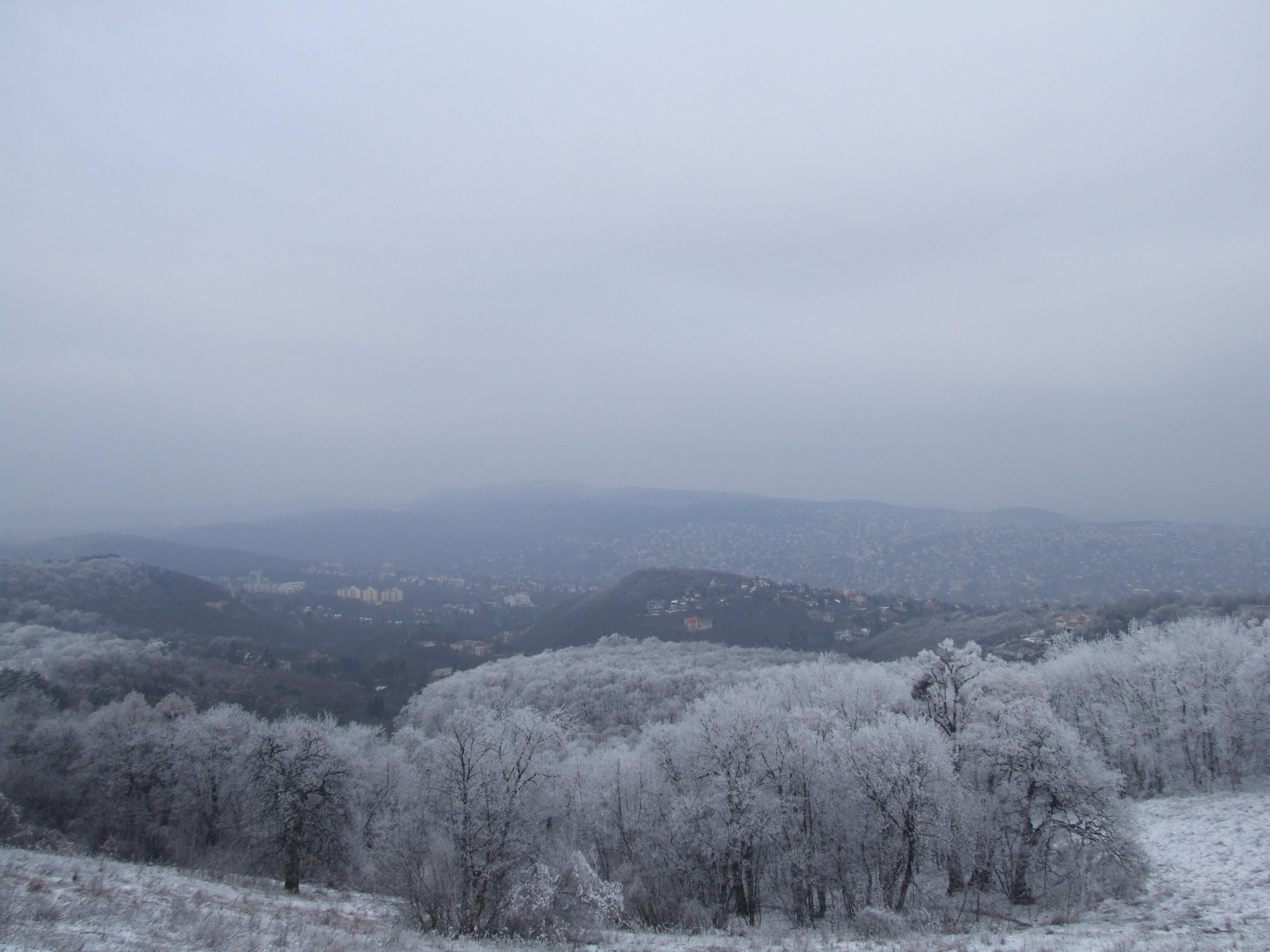
Hunyadorom - Zugliget - Hármashatár-hegy
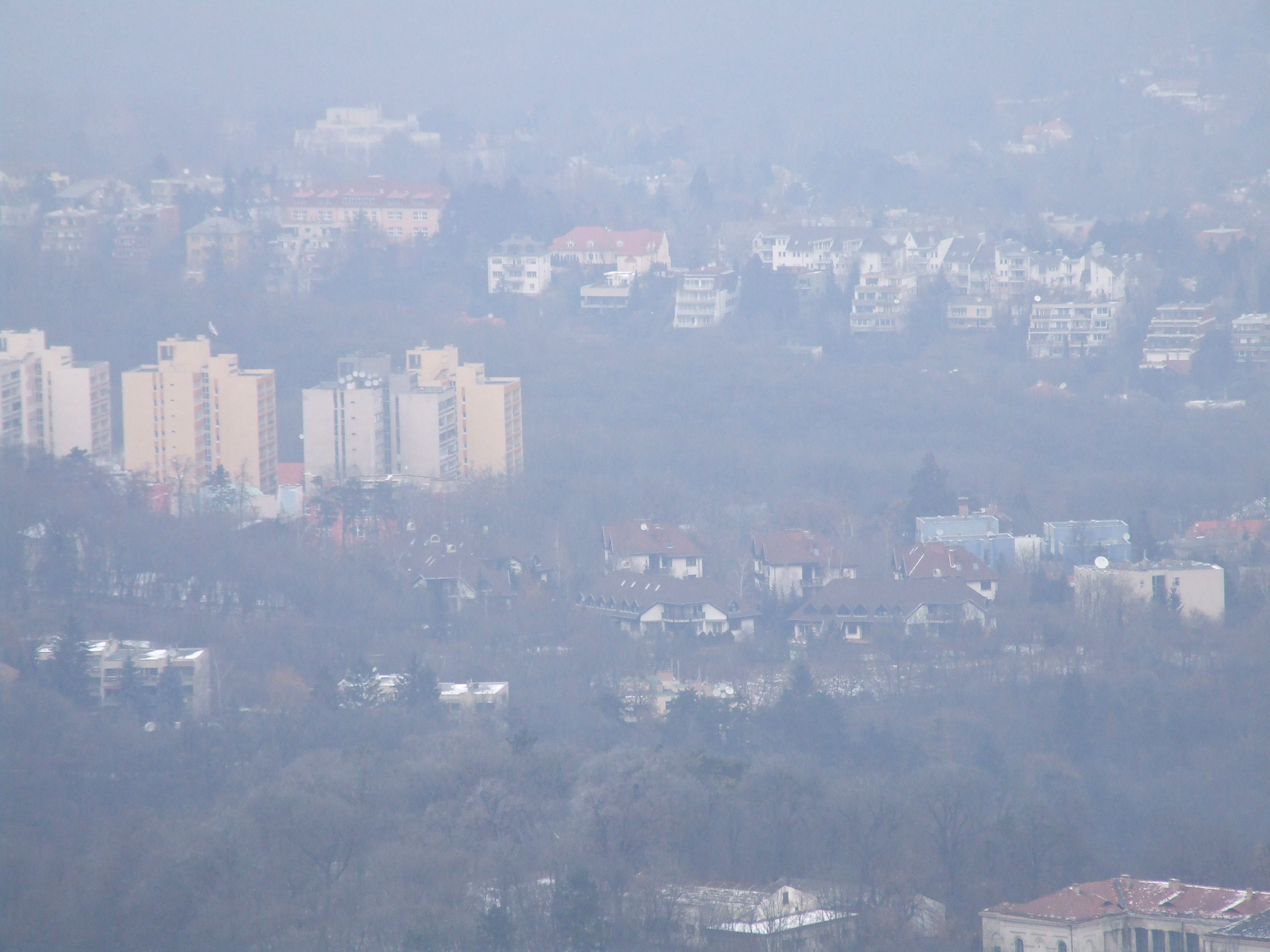
A Zugliget mögött a Gaudiopolis épületei
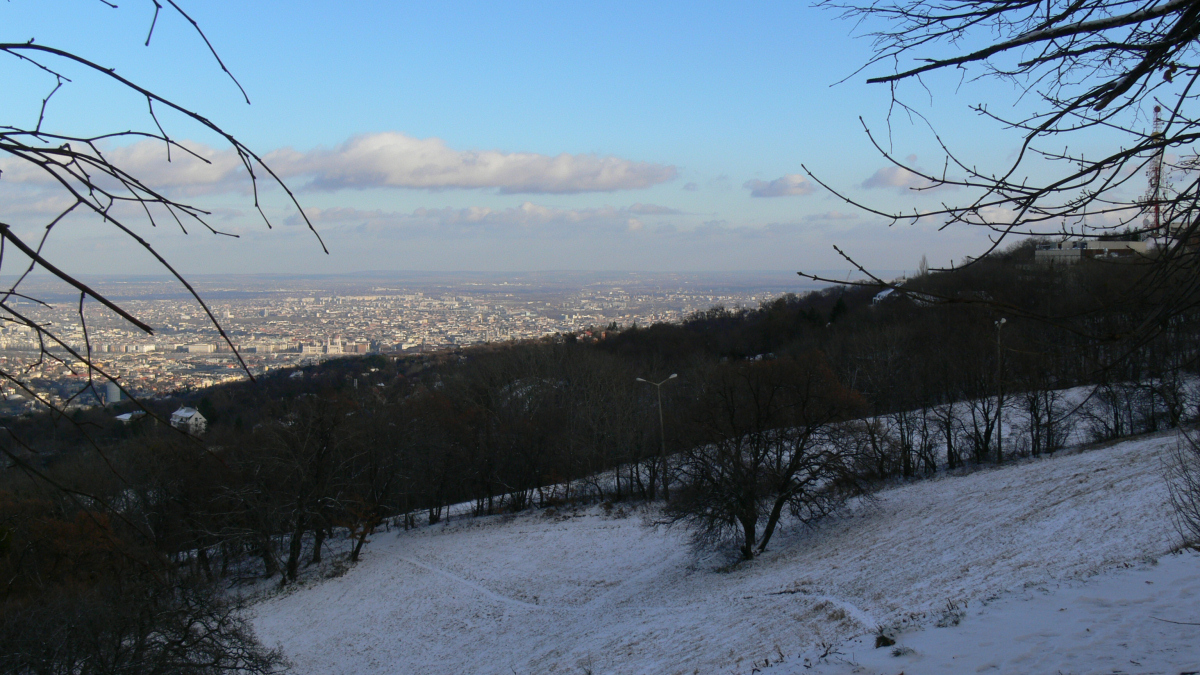
Kilátás télen a Belvárosra
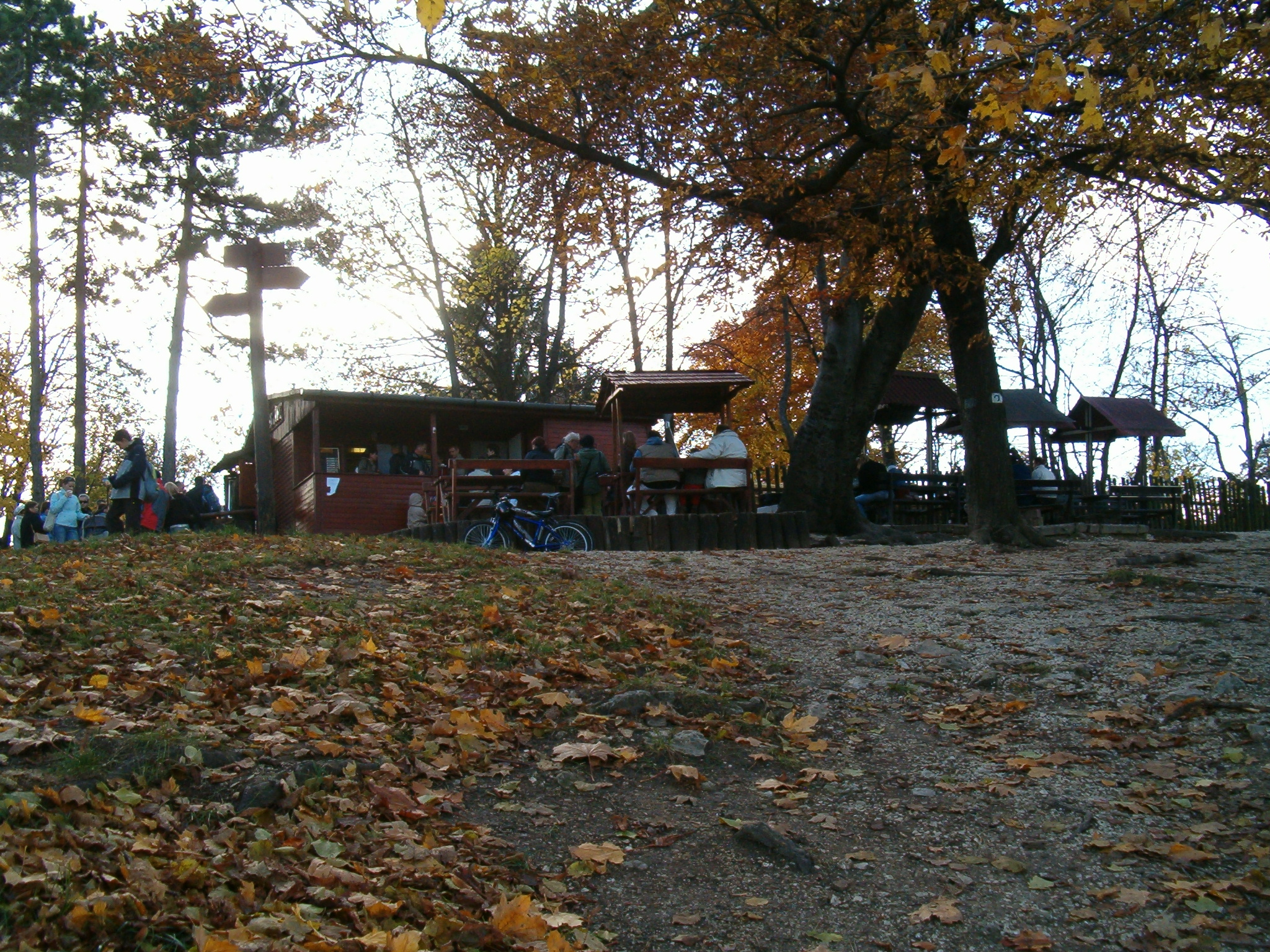
A forgalmas rétesező az átköltöztetés előtt
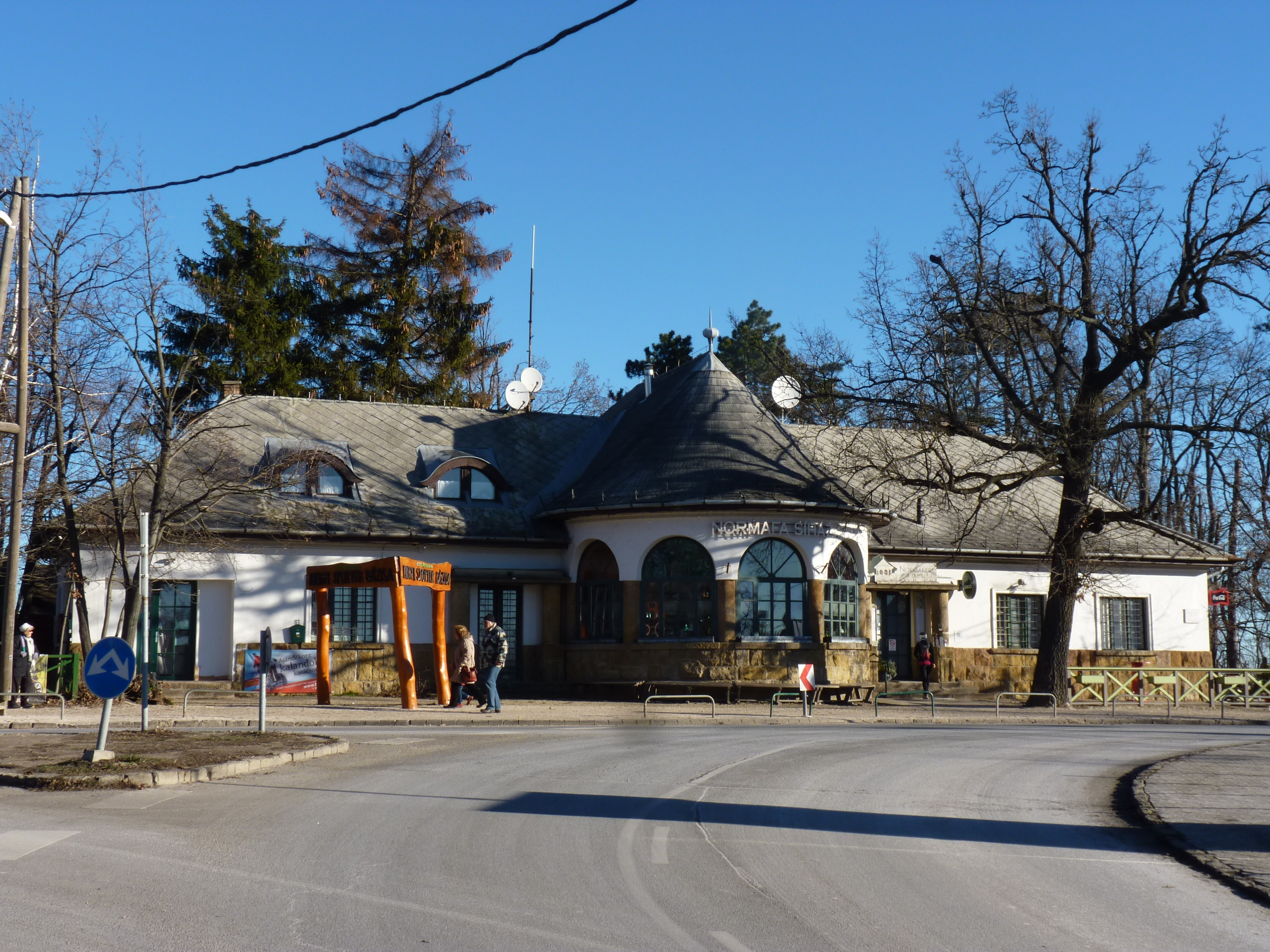
A Normafa síház 2015-ben
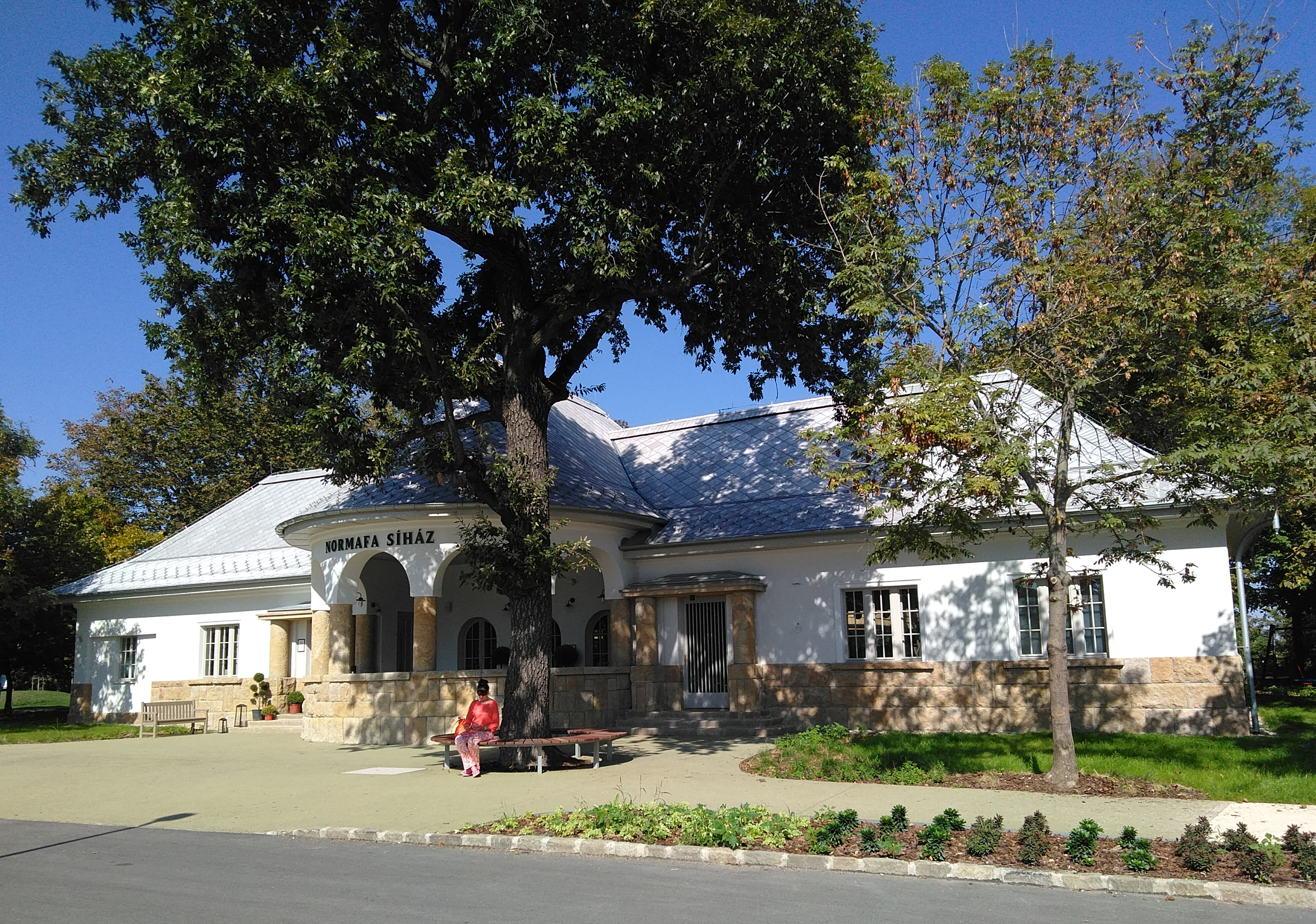
A felújított Normafa Síház Étterem
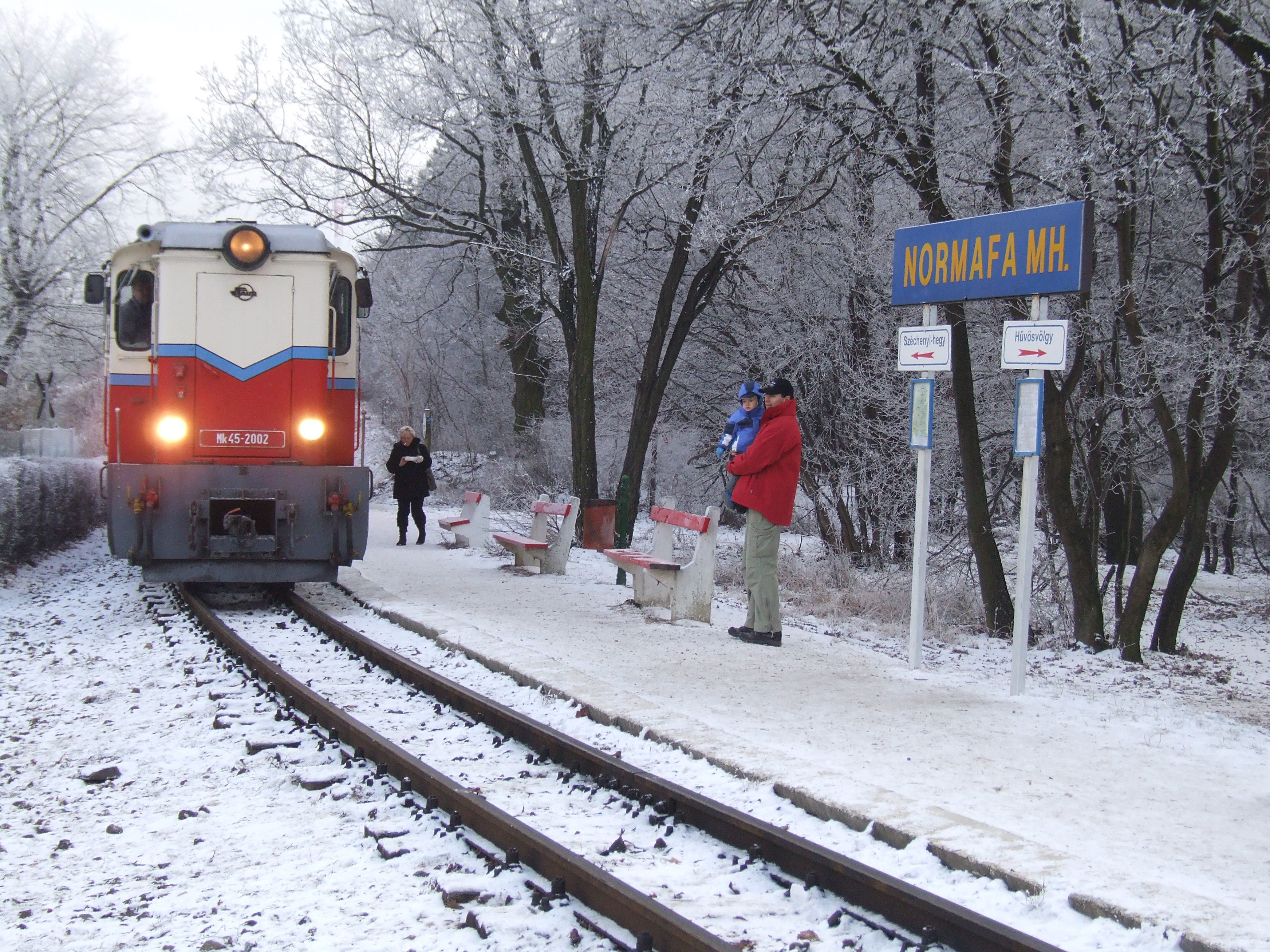
Normafa megállóhely
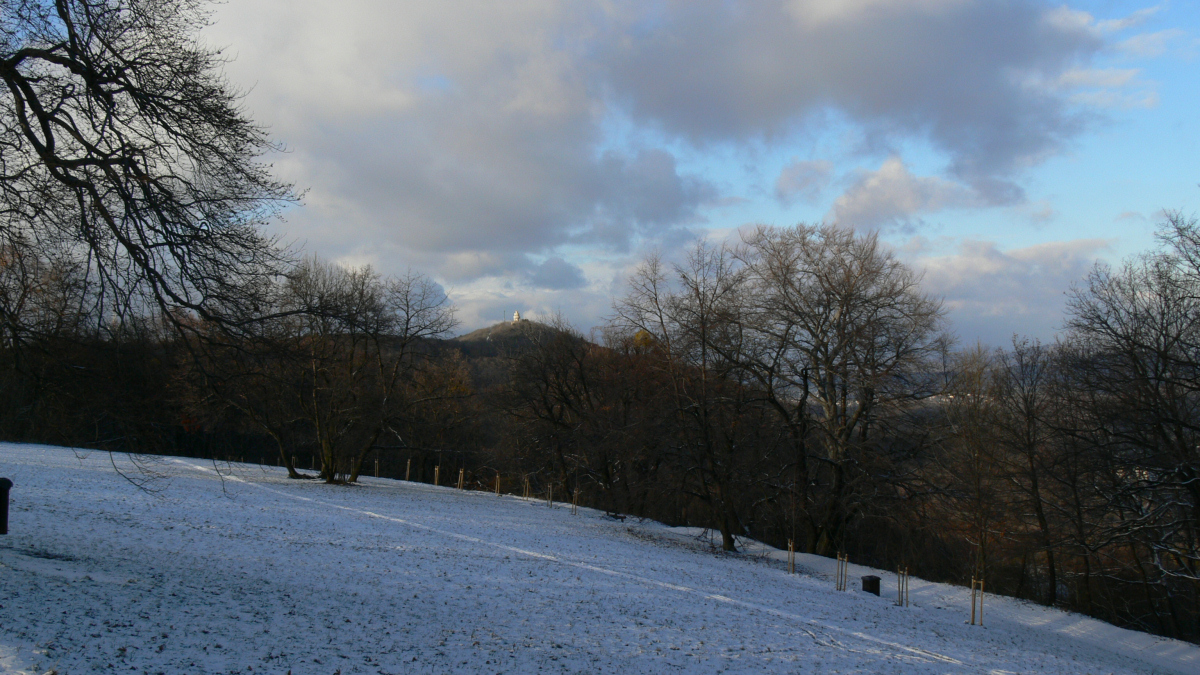
A lejtő télen
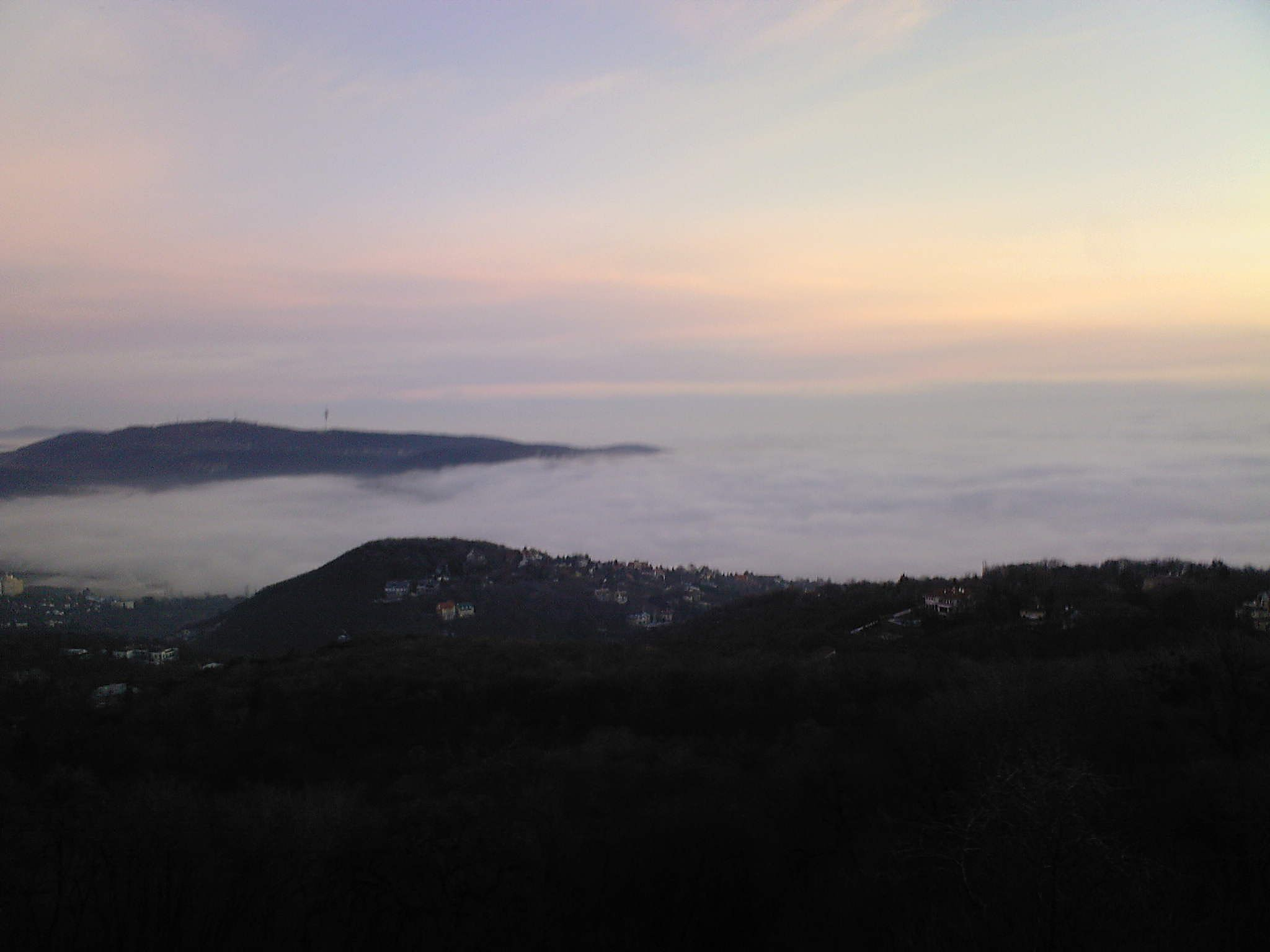
A szmoghatár alatti felhőtakaróban a főváros
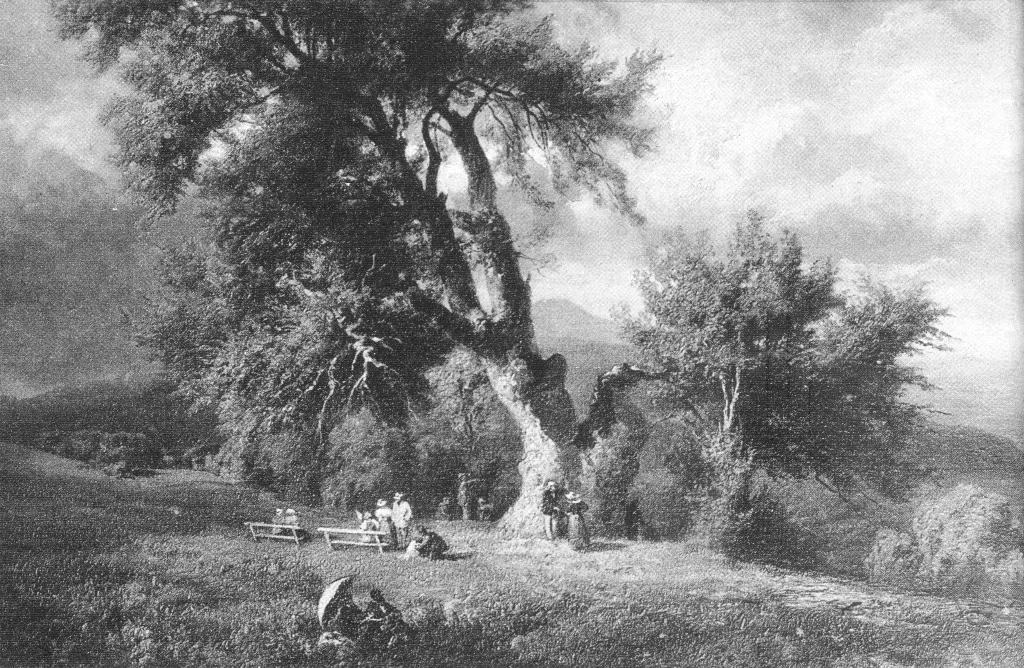
A Normafa. Kelety Gusztáv festménye
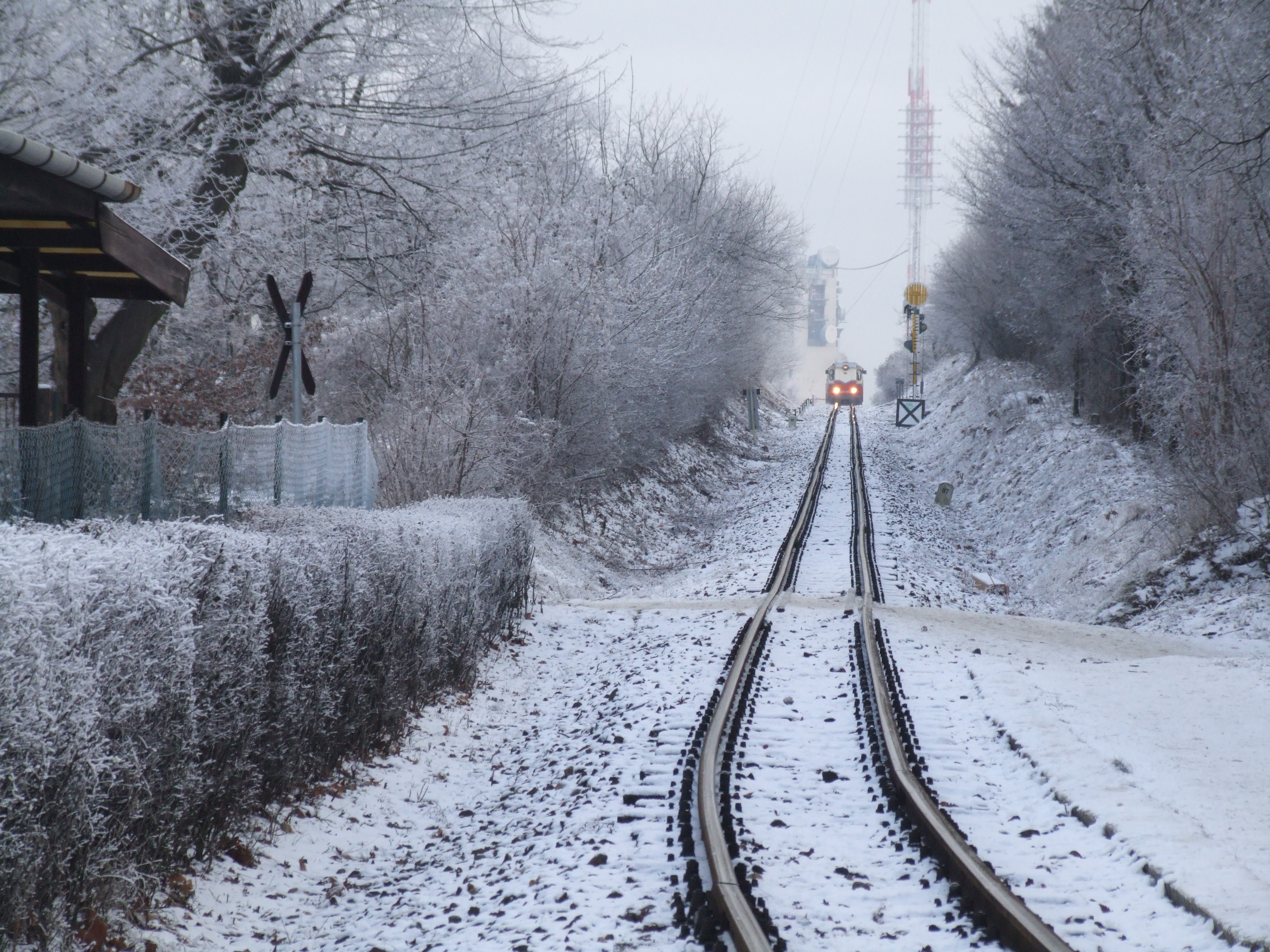
A Gyermekvasút egyik szerelvénye közeledik a Széchenyi-hegy fennsíkján a bevágásban Normafa megállóhelyhez, mögötte az 1958-ra elkészült tévétoronnyal

## Légi felvételek

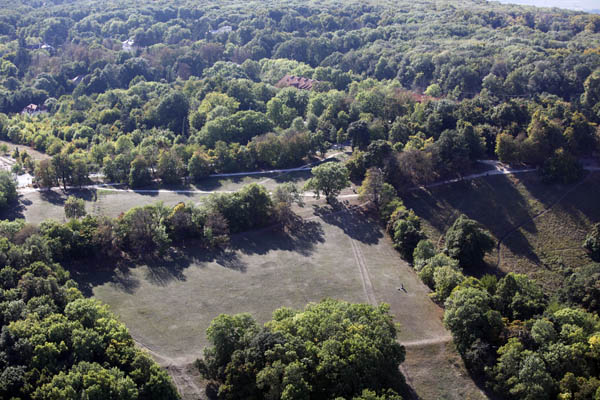
Normafa légi felvételen
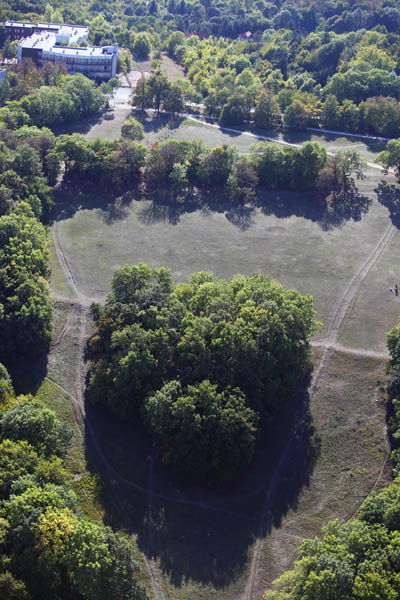
Normafa légi fotón
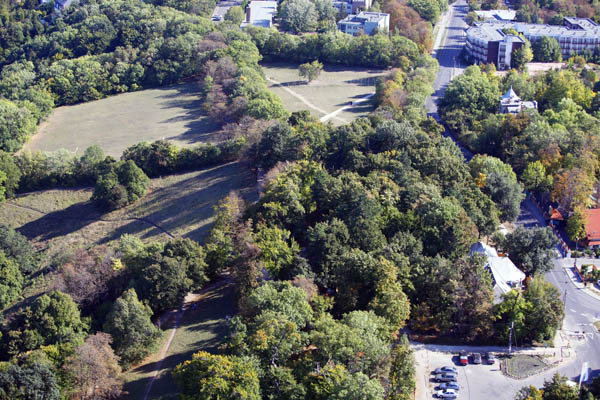
Normafa madártávlatból
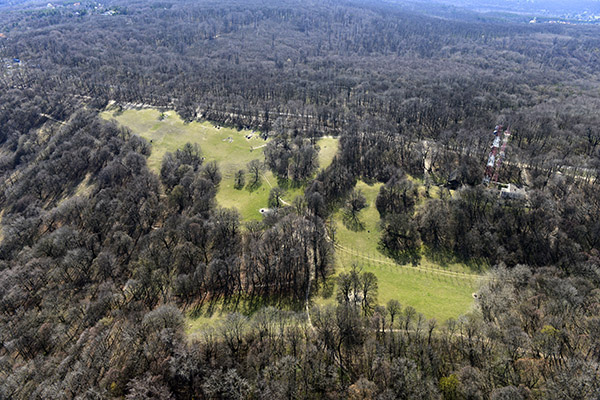
Normafa a magasból
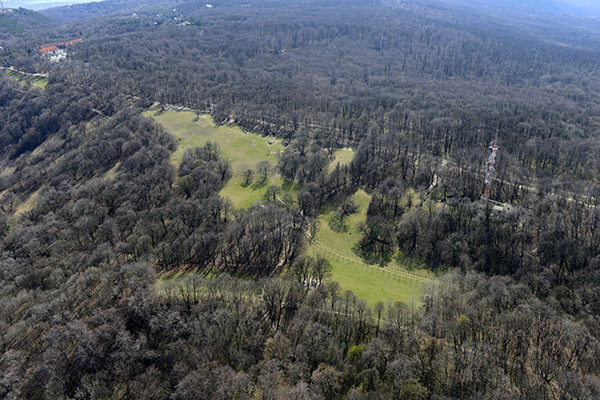
Normafa a levegőből
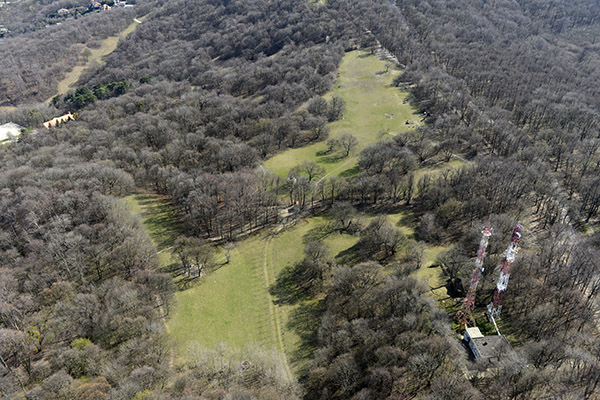
Normafa - légi felvétel (Budapest)